# Republik China (Taiwan)
Die Republik China (chinesisch 中華民國, Pinyin Zhōnghuá Mínguó, IPA (hochchinesisch) [ʈ͡ʂʊ́ŋxu̯ɑ̌ mǐnku̯ɔ̌]), weithin bekannt als Taiwan (臺灣 oder 台灣,  Táiwān), in der Schweiz und in Österreich amtlich Taiwan (Chinesisches Taipei) bzw. Republik China auf Taiwan genannt, ist ein im Zuge der Ein-China-Politik nur von wenigen Staaten diplomatisch anerkannter Inselstaat in Ostasien. Sein Territorium besteht aus der Hauptinsel Taiwan (99 %) und anderen, kleineren Inseln. Der technisch hochentwickelte Industriestaat, aus dem deutlich mehr als die Hälfte aller weltweit hergestellten Halbleiter-Bauteile kommen, hat eine Bevölkerung von rund 23,5 Millionen Menschen.
Die Republik China wurde nach der Xinhai-Revolution auf dem chinesischen Festland am 1. Januar 1912 in Nanking ausgerufen. Die Insel Taiwan, von 1683 bis 1895 unter chinesischer Herrschaft und von 1895 bis 1945 unter Herrschaft des japanischen Kaiserreichs, fiel erst mit Ende des Zweiten Weltkriegs an die Republik China. 1949 – nach der Niederlage im Bürgerkrieg gegen die Kommunistische Partei und der Gründung der Volksrepublik China auf dem Festland – zogen sich die Regierung, Eliten und Streitkräfte der Republik China auf die Insel Taiwan zurück. Dort etablierte die von Chiang Kai-shek geführte Staatspartei Kuomintang unter Beibehaltung des Ausnahmezustands eine mehrere Jahrzehnte andauernde Einparteienherrschaft. Die zweite Hälfte des 20. Jahrhunderts war von hohem Wirtschaftswachstum gekennzeichnet, gegen Ende der 1980er Jahre initiierte die Kuomintang eine schrittweise Demokratisierung. In mehreren Skalen der Demokratiemessung ist die Republik China (Taiwan) heute neben Japan und Südkorea einer der demokratischsten Staaten Asiens, vergleichbar mit Deutschland und der Schweiz.
Auch nach der Ausrufung der Volksrepublik China 1949 vertrat die Regierung der Republik China den chinesischen Staat zunächst bei den Vereinten Nationen und war ständiges Mitglied des UN-Sicherheitsrats. Als Folge der Ein-China-Politik der Volksrepublik brachen aber immer mehr Staaten ihre diplomatischen Beziehungen zur Republik China ab, die 1971 mit der UN-Resolution 2758 auch ihre UN-Mitgliedschaft an die Volksrepublik abgeben musste. 1979 brachen schließlich auch die USA die diplomatischen Kontakte ab, nachdem sie offizielle Beziehungen zur Volksrepublik aufgenommen hatten (Taiwan Relations Act). Nur eine Minderheit der Staatengemeinschaft unterhält heute formal diplomatische Beziehungen mit der Regierung in Taipeh. Die völkerrechtliche Stellung der Republik China ist umstritten und Gegenstand des Taiwan-Konflikts.

## Landesbezeichnung
Die amtliche Eigenbezeichnung lautet nach 1949 weiterhin Republik China, dennoch ist sowohl innerhalb als auch außerhalb des Landes die Bezeichnung Taiwan üblich, wobei dies mit zunehmender Betonung der taiwanischen Eigenständigkeit einhergeht. Staatliche Stellen verwenden in an internationales Publikum gerichteten Texten inzwischen ebenfalls den Namen Taiwan und Hilfskonstruktionen wie Republik China auf Taiwan oder Republik China (Taiwan), um dieser Entwicklung gerecht zu werden. Auch tragen hergestellte Artikel Bezeichnungen wie „Made in Taiwan, R.O.C.“ (R.O.C. = Republic of China) oder „Made in Taiwan“.
Der ungelöste Taiwan-Konflikt erschwert der Republik China den Beitritt zu internationalen Organisationen und die Teilnahme an internationalen Veranstaltungen, unabhängig davon, ob Republik China oder Taiwan als Landesbezeichnung benutzt wird. In den letzten Jahrzehnten sind daher weitere Bezeichnungen entstanden, um diese Probleme zu umgehen. Verbreitung erlangte insbesondere Chinesisch-Taipeh, unter der die Republik China 1979 dem Internationalen Olympischen Komitee beitrat und an Olympischen Spielen teilnimmt. Weitere internationale Organisationen, vor allem – aber nicht nur – im Bereich Sport, haben diese Regelung übernommen.
Bürger Taiwans sind Taiwaner. Ähnlich geläufig ist die Bezeichnung Taiwanesen. Entsprechend werden Angelegenheiten, die Taiwan betreffen, als taiwanisch oder taiwanesisch bezeichnet.

## Geographie

### Staatsgebiet
Das Verwaltungsgebiet der Republik China umfasst seit 1949 eine Gesamtfläche von 36.179 km², was etwa der Größe Baden-Württembergs entspricht.
Den Hauptteil stellt die Insel Taiwan im westlichen Pazifik mit einer Fläche von 35.801 km². Weitere Gebiete sind:
- die Inselgruppe der Pescadoren (Penghu),
- die Matsu-Inseln,
- die Insel Quemoy (Kinmen) mit den Inseln Großqiu und Kleinqiu sowie
- einige weitere kleine Inseln.

Angrenzende bzw. berührte Hoheitsgebiete sind im Norden und Osten Japan (Ryūkyū-Inseln), im Westen die Volksrepublik China, im Süden die Philippinen.

### Die Insel Taiwan
Die Insel Taiwan gliedert sich in zwei Großlandschaften:
- Der westliche Teil entlang der Küste (etwa ein Viertel des Landes) ist Tiefland. Diese Küstenebene ist zwischen 8 und 40 km breit.
- Drei Viertel der Landesfläche nehmen im Zentrum und im Osten des Landes drei annähernd parallel verlaufende bewaldete Hochgebirgszüge vulkanischen Ursprungs mit bis zu fast 4.000 m Höhe ein (62 Gipfel sind über 3.000 m hoch); im Südwesten reichen Gebirgsausläufer bis an das Südchinesische Meer heran.

## Bevölkerung

Bevölkerungspyramide 2014

Die Bevölkerung konzentriert sich vor allem in den westlichen Küstenregionen. Das zentrale Bergland ist nahezu unbesiedelt (Datenstand: 2011; in Einwohner/km²):

### Demografie
Taiwans Bevölkerung wuchs von 1950 bis 2015 rasant von 7 auf 23 Millionen an und damit prozentual gesehen deutlich stärker als in der Volksrepublik China. Inzwischen liegt die Einwohnerwachstumsrate aber nur noch bei 0,2 % jährlich. Das mediane Alter der Bevölkerung Taiwans betrug 2016 40,2 Jahre. 13 % der Bevölkerung waren unter 15 Jahre alt und 13 % der Bevölkerung über 65 Jahre alt. Die Geburtenrate war 2016 mit 1,12 Kindern pro Frau eine der niedrigsten der Welt (Vergleichszahlen für andere asiatische Länder im Jahr 2015: Hongkong 1,20, Südkorea 1,24, Singapur 1,24, Japan 1,46). Taiwan hatte damit eine niedrigere Geburtenrate als die Volksrepublik China, obwohl es nie eine Ein-Kind-Politik eingeführt hatte. Taiwan ist deshalb eine der am schnellsten alternden Gesellschaften der Welt. Bis 2050 könnte das Durchschnittsalter auf 56 Jahre steigen, was eine große Herausforderung für Renten- und Gesundheitssysteme darstellen dürfte.

#### Zukünftige Entwicklung der Bevölkerung, demografischer Wandel
Das nationale statistische Amt Taiwans prognostizierte 2016, dass die Sterberate die Geburtenrate ab 2021 bis 2025 übertreffen würde, so dass danach die Bevölkerung abnehmen werde, sofern keine größere Netto-Einwanderung erfolgt. Um diese Zeit werde die Bevölkerung Taiwans mit 23,7 bis 23,8 Millionen ein Maximum erreichen. Die Bevölkerungsprognosen für das Jahr 2060 bewegen sich zwischen 17,3 und 19,7 Millionen, also etwa so viele Einwohner, wie Taiwan Anfang der 1980er Jahre hatte. Die Bevölkerung im Erwerbsalter (15–64 Jahre) wird nach diesen Prognosen zwischen 2022 und 2060 von 17,2 Millionen auf 9,6 Millionen sinken und die Zahl der Rentner (> 64 Jahre) von 3,2 Millionen auf 7,2 Millionen steigen.
| Jahr | Einwohnerzahl | Jahr | Einwohnerzahl |
| ---- | ------------- | ---- | ------------- |
| 1950 | 07.623.000    | 1990 | 20.312.000    |
| 1955 | 09.022.000    | 1995 | 21.229.000    |
| 1960 | 10.702.000    | 2000 | 21.840.000    |
| 1965 | 12.650.000    | 2005 | 22.603.000    |
| 1970 | 14.693.000    | 2010 | 23.102.000    |
| 1975 | 16.233.000    | 2015 | 23.486.000    |
| 1980 | 17.717.000    | 2030 | 24.151.000    |
| 1985 | 19.130.000    | 2050 | 22.771.000    |

Bevölkerungsentwicklung in Millionen Einwohnern

Quelle: UN, Zahlen für 2030 und 2050 sind Prognosen

#### Einwanderung nach Taiwan
Obwohl Taiwan historisch betrachtet ein ausgesprochenes Einwanderungsland ist – etwa 98 Prozent der heute dort lebenden Bevölkerung sind Nachkommen von Einwanderern, die in den letzten 350 Jahren auf die Insel gekommen sind –, verfolgte die Republik China seit 1949 lange Zeit eine relativ restriktive Einwanderungspolitik. Es gab kaum eine nennenswerte Einwanderung aus anderen asiatischen Ländern nach Taiwan. Nach der Demokratisierung Anfang der 1990er Jahre nahm die Immigration nach Taiwan allmählich zu. Im Zeitraum zwischen 1992 und 2015 stieg die Zahl der in Taiwan lebenden Personen mit nicht-taiwanischer Staatsbürgerschaft von etwa 44.400 (ca. 0,2 % der Gesamtbevölkerung) auf 637.800 (ca. 2,8 %). Angesichts der absehbaren demografischen Veränderungen wird in Regierungskreisen seit einigen Jahren laut über eine direkte Förderung qualifizierter Einwanderung nachgedacht.
Die Regierung der 2016 neu ins Amt gewählten Präsidentin Tsai Ing-wen legte den Plan der „Neuen Politik der Südausrichtung“ (New Southbound Policy) vor, der die Beziehungen zu 18 südostasiatischen Staaten, darunter die ASEAN-Staaten, Australien, Neuseeland und Indien, intensivieren soll. Dieser Plan sieht auch einen verstärkten Austausch von Personen, konkret eine erleichterte Immigration nach Taiwan aus diesen Staaten vor. Weitere Regierungsprogramme sehen die erleichterte Erteilung von Daueraufenthaltsgenehmigungen für ausländische Fachkräfte, die erleichterte Einbürgerung von ausländischen Ehefrauen, die Beibehaltung der bisherigen Staatsbürgerschaft bei der Einbürgerung von Hochqualifizierten und andere Maßnahmen vor. Kommentatoren wiesen allerdings darauf hin, dass die gesamte taiwanische Gesellschaft bei einer Einwanderung in größerem Stil mit umfassenden Änderungen und bisher nicht gekannten Phänomenen konfrontiert würde.

#### Tierkreiszeichen und Geburtenrate
Die Tierkreiszeichen (Erdzweige) des chinesischen Kalenders, die sich in einem 12-Jahres-Zyklus wiederholen, haben traditionell einen Einfluss auf die Geburtenrate. In den Jahren des Drachens (u. a. 1976, 1988, 2000, 2012), eines verheißungsvollen Tierkreiszeichens, war die Geburtenrate immer besonders hoch, da Personen, die in einem Drachenjahr geboren wurden, traditionell erstrebenswerte Charaktereigenschaften und Fortüne zugeschrieben wurden (Glück, Macht, Intelligenz, Lebenskraft). Im Jahr 2012 wurden 229.481 Geburten in Taiwan gezählt – so viele wie seit 2003 nicht mehr, wobei allerdings auch Anreize der Regierung zur Steigerung der Geburtenrate eine Rolle gespielt haben können. In den Jahren des Tigers (u. a. 1986, 1998, 2010) war die Geburtenzahl dagegen tendenziell niedriger, da Personen, die in diesen Jahren geboren werden, zwar Mut und Tatkraft zugeschrieben wird, aber auch ein schwieriger Charakter. Die Geburtenzahl im Jahr 2010 lag in Taiwan mit 166.886 bei einem Allzeittief und war auch weltweit mit die niedrigste Rate.

### Ethnien
In der heutigen Republik China leben ungefähr 23 Millionen Menschen, die sich mehrheitlich als Taiwaner bezeichnen und auch im Ausland so genannt werden. Die größte Bevölkerungsgruppe stellen mit 98 Prozent Menschen vorwiegend han-chinesischer Abstammung, die im Einzelnen in die Untergruppen der Hoklo (70 %), Hakka (14 %) und Waishengren (im Deutschen oft „Festlandchinesen“ genannt, 14 %) untergliedert werden. Bei den erstgenannten Gruppen handelt es sich um Nachkommen von Einwanderern, die vorwiegend zwischen dem 17. und dem 19. Jahrhundert vom chinesischen Festland nach Taiwan kamen und sich mit der Urbevölkerung teilweise vermischten. Bei den Waishengren handelt es sich um Menschen, die vorwiegend zwischen 1945 und 1949, vor allem jedoch 1949 im Gefolge der im Chinesischen Bürgerkrieg unterlegenen Kuomintang aus allen Teilen Chinas nach Taiwan übersiedelten, bzw. ihre Nachkommen.
Neben diesen Gruppen mit Wurzeln auf dem chinesischen Festland leben vor allem in abgelegenen Regionen noch Angehörige der indigenen Völker Taiwans, sie machen heute etwa 2 % der Gesamtbevölkerung aus. Seit dem 17. Jahrhundert sind sie zwar in hohem Maß von der chinesischstämmigen Bevölkerungsmehrheit assimiliert worden, doch gibt es seit Mitte der 1990er Jahre Bestrebungen, die Kultur und die Sprachen der Ureinwohner zu bewahren. Als ethnische Minderheiten offiziell anerkannt sind die 16 Völker der Amis, Atayal, Bunun, Kavalan, Paiwan, Puyuma, Rukai, Saisiyat, Sakizaya, Tau, Thao, Tsou, Truku, die Sediq (seit 2008) sowie die Hla’alua und Kanakanavu (seit 2014).
Die Republik China weist mit etwa 651 Einwohnern pro Quadratkilometer (2022) nach Bangladesch die zweithöchste Einwohnerdichte aller Flächenstaaten der Welt auf. Auch infolge des hohen Gebirgsanteils Taiwans konzentriert sich die Bevölkerung in den westlichen Ebenen sowie im Norden der Insel um die Hauptstadt Taipeh. Entsprechend hoch ist dort die Verstädterungsrate mit einer zunehmenden Konzentration auf die Agglomeration von Taipeh. Weitere Siedlungsschwerpunkte finden sich um Taichung und Tainan entlang der Westküste bis zur südlichen Hafenstadt und zweitgrößten Metropole Kaohsiung. In Städten leben um die 75 Prozent der Bevölkerung.

### Sprachen und Schrift

Am häufigste gesprochene Sprache nach Gemeinden (2010):

Sprachgebrauch nach Geburtsjahrgang: während bei den vor 1945 Geborenen noch deutlich die Taiwanische Sprache dominierte, ist im längeren zeitlichen Verlauf seit 1945 bei den jüngeren Generationen eine kontinuierliche Zunahme des Gebrauchs des Hochchinesischen zu beobachten

#### Sprachen
Nach der Übernahme der Insel Taiwan durch die Republik China im Jahr 1945 wurde Hochchinesisch (die Standardvarietät des Mandarin) alleinige Amtssprache. Zuvor, unter japanischer Herrschaft, war dies das Japanische gewesen. Die Mehrheit der alteingesessenen Bevölkerung sprach allerdings Taiwanisch, eine Variante des südlichen Min (Min Nan). Daneben gab es Minderheiten von Hakka-Sprechern und die austronesischen Ureinwohner-Sprachen (Formosa-Sprachen). Durch die Unterdrückung der taiwanesischen Sprachen zugunsten des Mandarins von Seiten der Kuomintang und den Zustrom von Millionen Zuwanderern vom chinesischen Festland am Ende des chinesischen Bürgerkriegs wurde das Hochchinesische rasch zur Sprache sämtlicher Amtsgeschäfte und zur lingua franca Taiwans. Dieser Trend hin zum Hochchinesischen hat sich bis in die Gegenwart fortgesetzt. Andere chinesische Sprachen wie etwa Kantonesisch, die mit festlandchinesischen Flüchtlingen nach Taiwan kamen, sind heute nahezu verschwunden. Die anderen genannten Sprachen wurden zunächst staatlicherseits nicht gefördert und aus dem Bildungssystem ausgegrenzt. Dies änderte sich erst allmählich nach der Demokratisierung und im Zuge einer Lokalisierungsbewegung, die Ende der 1980er einsetzten. Die Regionalsprachen erhielten zunehmend Möglichkeiten, sich im öffentlichen Raum zu entfalten.
Die Anerkennung und Förderung der Vielsprachigkeit Taiwans war insbesondere ein Anliegen der seit 2016 amtierenden DPP-Regierung unter Präsidentin Tsai Ing-wen. Das am 14. Juni 2017 in Kraft getretene Gesetz zur Entwicklung der indigenen Sprachen garantiert den Sprachen der 16 offiziell anerkannten indigenen Völker Taiwans eine besondere staatliche Förderung. Auch Hakka ist eine besonders geförderte Sprache der Republik. Premierminister Lai Ching-te erklärte am 27. August 2018, dass 2019 Englisch eine Amtssprache Taiwans werden solle. Begründet wurde dies mit der dann besseren internationalen Vernetzung Taiwans. Obwohl Meinungsumfragen zeigten, dass ein großer Teil der Bevölkerung in allen politischen Lagern diesen Plan prinzipiell unterstützte, kam es nicht dazu. Dafür waren wesentlich auch Kostengesichtspunkte verantwortlich (sämtliche staatlichen Dokumente müssten übersetzt werden). Stattdessen formulierte die Regierung das Ziel, Taiwan bis zum Jahr 2030 nach dem Vorbild Singapurs in eine vollständig bilinguale Gesellschaft (Mandarin/Englisch) zu transformieren. Zu diesem Zweck sollte vor allem der Englischunterricht ausgebaut werden.
In der Eisenbahn, den Hochgeschwindigkeitszügen sowie in den U-Bahnen Metro Taipei und MRT Kaohsiung werden die Stationen auf Hochchinesisch, Taiwanisch, Hakka und Englisch angesagt.
Exakte Aussagen zur Frage, wie viele Personen eine bestimmte Sprache als Muttersprache sprechen, sind nicht möglich, da die taiwanische Statistikbehörde bei ihren Erhebungen danach fragt, welche Sprachen zu Hause gesprochen werden. Als Antwort können mehrere Sprachen angegeben werden, was die große Mehrheit der Befragten auch nutzt. Die Muttersprache wird bei dieser Befragung nicht explizit gekennzeichnet. Die Erhebung aus dem Jahr 2010 ergab folgende Zahlen: Hochchinesisch 83,5 %, Taiwanisch 81,9 %, Hakka 6,6 %, indigene Sprachen 1,1 %, andere 2,0 %. Hochchinesisch wird von der großen Mehrheit zumindest als Zweitsprache gesprochen.

#### Schriftsysteme
Anders als in der Volksrepublik China werden in Taiwan weiterhin die traditionellen chinesischen Schriftzeichen, die Langzeichen, verwendet. Für die lateinische Umschrift der chinesischen Zeichen sind verschiedene Systeme in Gebrauch. Seit 2009 wird Hanyu Pinyin, die offizielle Umschrift in der Volksrepublik China, auch in der Republik China zur Umschrift von Ortsnamen verwendet, mit Ausnahme der Namen der regierungsunmittelbaren Städte, Landkreise und kreisfreien Städte, für die weiterhin die international gebräuchlichen Umschriften (meist Wade-Giles) verwendet werden. Daneben wird noch Tongyong Pinyin, die bis 2008 offizielle Umschrift, benutzt. Da auch noch Umschriften nach Wade-Giles in Gebrauch sind, erscheinen viele Ortsnamen auf Karten und Wegweisern in verschiedenen zum Teil deutlich voneinander abweichenden lateinischen Schreibweisen.
Die Sprachen der Ureinwohner Taiwans gehören der austronesischen Sprachfamilie an. Sie wurden zum Teil von Missionaren mit dem lateinischen Alphabet verschriftet.

Zu Hause gesprochene Sprachen nach dem Zensus von 2010
Hochchinesisch
Minnan
Hakka
Austronesische Sprachen

### Religion

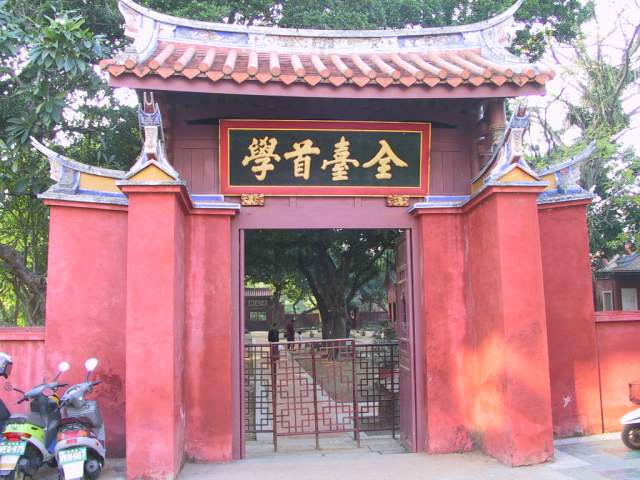
Konfuzius-Tempel in Tainan. Die vier Zeichen am Eingangsbrett besagen „Erste Schule in ganz Taiwan“

Die verbreitetste Religion Taiwans ist der chinesische Volksglaube mit einem Anteil von etwa 43,8 % (Stand 2020) an der Gesamtbevölkerung Taiwans. Mit einberechnet ist hier eine kleine Minderheit der Anhänger des Konfuzianismus.
Insgesamt gilt die Religions- und Glaubensfreiheit in Taiwan als außerordentlich hoch. Im Freedom of Thoughts Report der IHEU von 2018 z. B. teilte sich Taiwan gemeinsam mit den Niederlanden und Belgien Platz 1 aller untersuchten Länder weltweit.

#### Buddhismus und Daoismus
Die „klassischen“ Religionen mit den meisten Anhängern sind Buddhismus (21,2 %) und Daoismus (< 15,5 %), die jeweils Elemente der anderen Religion übernehmen, sodass die Trennlinie zwischen ihnen fließend ist.

#### Christentum
Der Anteil der Christen an der Gesamtbevölkerung Taiwans betrug laut einer Volkszählung im Jahr 2005 3,9 %. Neuere Schätzungen geben Anteile von mehr als 4 bzw. mehr als 5 % an. Die Ureinwohner haben in den vergangenen Jahrzehnten größtenteils den christlichen Glauben angenommen, der Katholiken, Protestanten, neuapostolische Christen und Mormonen einschließt. Erste Missionierungen gab es im 17. Jahrhundert durch Niederländer und Spanier.

#### Islam
Seit dem 17. Jahrhundert existieren auch Muslime auf Taiwan. Momentan leben über 210.000 Muslime in der Republik China. Das entspricht etwa 0,3 % der Einwohner. Zu ihnen zählen etwa 60.000 einheimische Muslime (etwa 90 % von ihnen Hui) sowie über 150.000 eingewanderte Muslime, vor allem aus Indonesien (ca. 110.000) und anderen südostasiatischen Ländern, darunter Malaysia, Thailand und die Philippinen.

#### Judentum
Seit der Mitte des 20. Jahrhunderts gibt es auf Taiwan auch eine jüdische Gemeinde. Im Jahr 2021 lebten etwa 1000 Juden auf Taiwan.

#### Religionen der Ureinwohner
Die Ureinwohner sind seit etwa 1960 überwiegend christianisiert. Innerhalb vieler katholischer Gemeinden gibt es jedoch nach wie vor männliche und weibliche Schamanen, die ihre traditionellen Praktiken ausführen. Insbesondere bei unheilbaren Krankheiten, Schuldgefühlen gegenüber Verstorbenen, schweren Familienkrisen oder Verlusten werden sie konsultiert. Einige der Schamanen bezeichnen sich durchaus als Katholiken; sie verbinden die Vorstellungen in synkretistischer Weise.

## Geschichte

Das von der Republik China ursprünglich beanspruchte und kontrollierte Gebiet.

Nach dem Ende des Pazifikkrieges 1945 kapitulierte Japan auf Generalbefehl Nr. 1 des Oberkommandierenden der Alliierten Mächte, Douglas MacArthur, vor dem Generalissimus Chiang Kai-shek. Dabei wurde die Insel Taiwan (damals: Formosa) nach fünfzig Jahren japanischer Kolonialherrschaft an die Republik China übergeben. Kurz darauf brach auf dem chinesischen Festland der Bürgerkrieg zwischen der Kuomintang und den Kommunisten erneut aus. Nach der Niederlage Chiang Kai-sheks zogen sich die Regierung und die Armee der Republik China auf die Insel Taiwan zurück, wodurch Taiwan und einige kleinere Inseln anderer Provinzen zum alleinigen Herrschaftsgebiet der Republik China wurden. Die Kommunisten gründeten auf dem Festland die Volksrepublik China. Die Republik China wurde, in Abgrenzung zur Volksrepublik, auch Nationalchina oder National-China genannt.

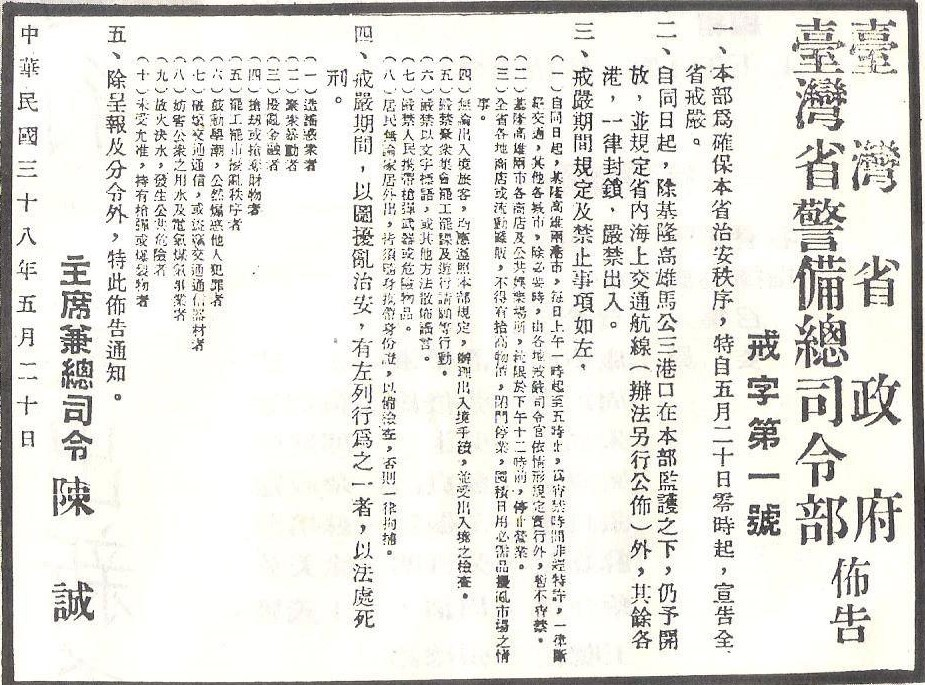
Offizielle Proklamation des Kriegsrechts am 20. Mai 1949

Nach den traumatischen Ereignissen mit der Niederlage gegen die Kommunisten auf dem chinesischen Festland herrschte bei der nationalchinesischen Regierung eine fast paranoide Furcht vor kommunistischen Umsturzversuchen auf der als einzigem Territorium verbliebenen Insel Taiwan. Jegliche oppositionelle Regungen wurden rigoros unterdrückt. Ab dem 20. Mai 1949 bestand ein landesweiter Ausnahmezustand. Die Kuomintang sah sich als einzig legitimierte Regierung ganz Chinas und wollte nur Wahlen der Bürger ganz Chinas akzeptieren. Daher wurden die Neuwahlen des Parlaments unbefristet ausgesetzt. Die bei der letzten gesamtchinesischen Wahl 1948 gewählten Abgeordneten sollten ihre Mandate bis zur Vereinigung Chinas unter der Verfassung der Republik China behalten. Da die Abgeordneten dieses 1948 gewählten Parlaments (der Nationalversammlung) ganz überwiegend der Kuomintang angehörten oder diese unterstützten, bedeutete dies die quasi-Einparteienherrschaft der KMT. Das Frauenwahlrecht wurde 1953 eingeführt. Ab 1971 wurden sogenannte Ergänzungswahlen zugelassen, durch die die mittlerweile verstorbenen Mitglieder des Parlaments nachbesetzt wurden.
Gegen Ende der 1980er Jahre begann in Taiwan unter der Kuomintang-Regierung eine Demokratisierung. Die seit 1948 geltenden Notstandsklauseln wurden aus der Verfassung entfernt und neue Parteien neben der Kuomintang zugelassen. Am 14. Juli 1987 wurde auch der seit 1949 ununterbrochen geltende Ausnahmezustand offiziell beendet. 1992 wurde die Verfassung nach einer freien Parlamentswahl geändert und die Direktwahl statt der bisherigen indirekten Wahl des Präsidenten eingeführt. 1996 fand die erste direkte Präsidentschaftswahl statt, die der seit 1988 amtierende Präsident Lee Teng-hui von der Kuomintang gewann.

Die Ergebnisse der bisherigen Präsidentenwahlen auf Taiwan.
Demokratische Fortschrittspartei (DPP)
Kuomintang (KMT)
Qinmindang (ehemals KMT)
Taiwanische Volkspartei (TPP)
Unabhängiger (ehemals KMT)
Unabhängiger (ehemals KMT)

Bis Oktober 1971 gehörte die Republik China (auf Taiwan) als einziger Nachfolgestaat der ehemaligen, zwischen 1911 und 1949 bestehenden Republik China den Vereinten Nationen an. Mit der Resolution 2758 der UN-Generalversammlung vom 25. Oktober 1971 verlor sie diese Stellung an die Volksrepublik China. Seitdem wird die Republik China international nur noch von wenigen Staaten anerkannt. Viele Taiwaner wünschen sich eine stabile, internationale Stellung. Die Regierung der Volksrepublik China jedoch betrachtet Taiwan als eine „abtrünnige Provinz“ und droht eine militärische „Rückgewinnung“ der Insel an, falls Taiwan sich für unabhängig erklären sollte (siehe Anti-Abspaltungsgesetz), obwohl Taiwan noch nie unter der Herrschaft der Volksrepublik China stand. Die meisten westlichen Regierungen halten einerseits an der Ein-China-Politik fest und ächten andererseits jede militärische Drohung. Die USA erließen 1979 ein Gesetz (Taiwan Relations Act), durch das sie einerseits die diplomatischen Kontakte zu Taiwan abbrachen, sich aber zugleich verpflichten, Taiwan Hilfe gegen jede militärische Bedrohung zu leisten. Das schließt nicht notwendigerweise eine militärische Intervention der USA ein – gemeint ist vor allem der Verkauf von Waffen mit Defensivcharakter an Taiwan. Des Weiteren existieren die Sechs Zusicherungen der USA an Taiwan von 1982. Im März 2018 unterzeichnete US-Präsident Donald Trump eine vom Kongress verabschiedete Vorlage, die Reisen hochrangiger US-Vertreter nach Taiwan und Besuche aus Taiwan auf allen Ebenen ausdrücklich unterstützt. US-Präsident Joe Biden bezeichnete es im Oktober 2021 als Verpflichtung der USA, Taiwan bei einem Angriff durch die Volksrepublik China militärisch zu verteidigen; das Weiße Haus stellte daraufhin klar, dass diese Aussage keine Abkehr von der bisherigen, auf dem Taiwan Relations Act basierenden Position bedeute. Eine ähnliche Klarstellung des Weißen Hauses war bereits im August auf eine ähnliche Äußerung Bidens hin erfolgt, die neben Taiwan auch Japan und Südkorea betraf.
Die Präsidentschaftswahlen 2000 und 2004 gewann die Demokratische Fortschrittspartei (DPP). Die Regierung unter dem von 2000 bis 2008 amtierenden Präsidenten Chen Shui-bian hatte in Wahlprogrammen die Ausarbeitung einer neuen Verfassung versprochen, was die Abschaffung der alten republikanischen Verfassung bedeuten würde, in der zum Beispiel der Name „Republik China“ sowie die Staatsgrenze festgeschrieben waren. Unter internationalem, vor allem US-amerikanischem Druck verzichtete die Regierung darauf, diese Passage anzutasten, und Chen Shui-bian proklamierte die Politik der fünf Neins. Trotzdem wurde der Wiedervereinigungsrat aufgelöst, was zu heftigen Drohungen seitens der Volksrepublik China führte. Die Parlamentswahlen in den Jahren 2008 und 2012 wurden durch die Kuomintang gewonnen, deren Kandidat Ma Ying-jeou auch die Präsidentschaftswahl im Jahr 2008 und im Jahr 2012 gewann, wodurch dieser Konflikt zunächst entschärft wurde. Am 7. November 2015 trafen sich der Präsident Ma Ying-jeou und der Präsident der Volksrepublik Xi Jinping in Singapur. Bei diesem symbolischen Treffen wurden weder Verträge noch gemeinsame Erklärungen unterzeichnet.
Bei der taiwanischen Präsidentenwahl sowie der Parlamentswahl im Januar 2016 siegte die Oppositionspartei DPP. Neben der gewählten Präsidentin Tsai Ing-wen stellte sie zum ersten Mal in der Geschichte auch die Mehrheit im Parlament. Bei der Wahl des Legislativ-Yuans 2020 und der Präsidentenwahl konnte die DPP ihren Erfolg von 2016 wiederholen und Präsidentin Tsai wurde wiedergewählt. 2024 siegte der DPP-Kandidat Lai bei der Präsidentenwahl, jedoch verlor die DPP ihre Parlamentsmehrheit.

## Politik

### Überblick

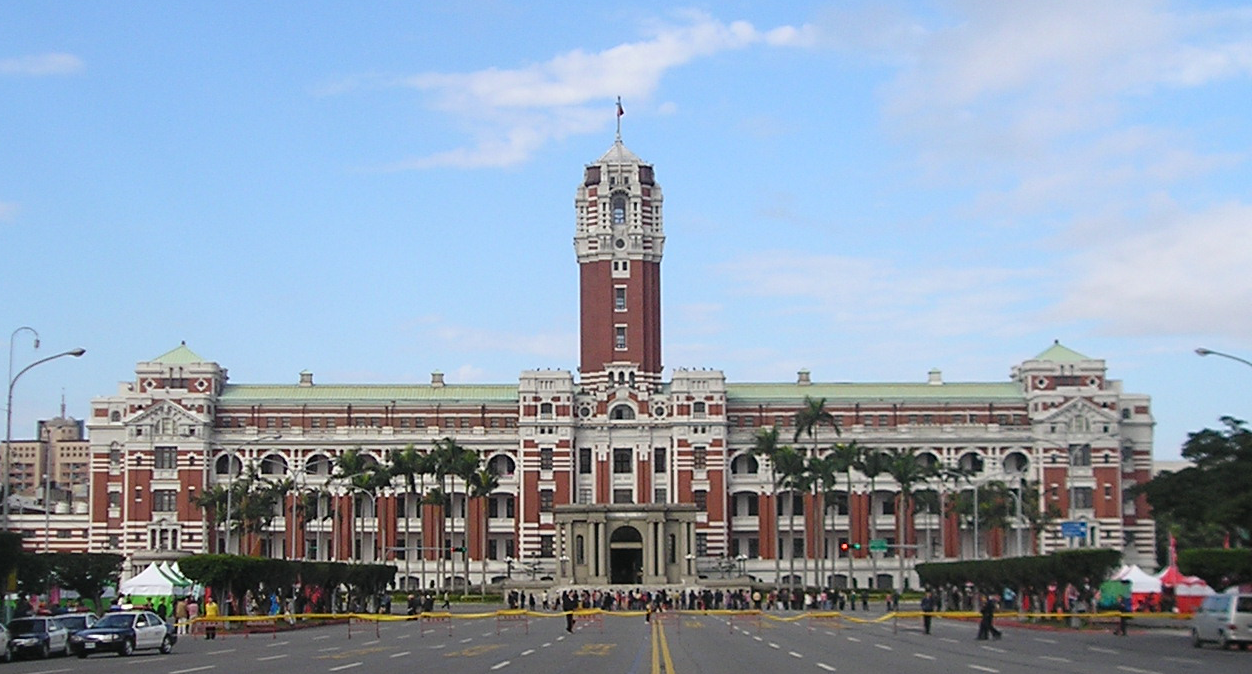
Präsidentenpalast (Taipeh)

Die Republik China ist seit der Überwindung der Einparteienherrschaft in den 1990ern eine Demokratie, und der Präsident sowie die Abgeordneten des Einkammer-Parlaments werden seit den 1990er-Jahren in freien, gleichen und geheimen Wahlen gewählt. Die taiwanische Demokratie hat aus Sicht einiger westlicher Beobachter über die Grenzen Taiwans hinausreichende Bedeutung insofern, als Taiwan als Modell für eine zukünftige Demokratisierung der Volksrepublik China gesehen wird, da in unmittelbarer Nähe zur autoritär regierten Volksrepublik das Modell einer pluralistisch-demokratischen chinesischen Gesellschaft exerziert werde.
Im Demokratieindex 2022 belegt Taiwan Platz 10 von 167 Ländern und Territorien, womit es in diesem Ranking der mit Abstand bestplatzierte Staat Asiens ist und unter anderem vor Deutschland und Österreich liegt. Auch in den Freiheitsindex-Länderlisten 2017 und 2018 der US-amerikanischen Nichtregierungsorganisation Freedom House erhielt Taiwan Punktwerte von 91 bzw. 93 und damit bessere Werte als traditionell demokratisch verfasste Staaten wie die USA, Frankreich oder Italien.
Vor der Demokratisierung war die 1947 noch gesamtchinesisch gebildete Nationalversammlung im Amt. Mit der Begründung, dass gesamtchinesische Neuwahlen nicht möglich waren, und um den gesamtchinesischen Vertretungsanspruch nicht aufzugeben, wurde ihre ursprünglich auf sieben Jahre angelegte Amtszeit auf unbestimmte Zeit verlängert, was ihr auch die Bezeichnung „Langes Parlament“ einbrachte.
Bis 1992 regierte die Kuomintang, die die Nationalversammlung kontrollierte, praktisch als alleinige Partei. Im Zuge der Demokratisierung gab die Nationalversammlung ihre Kompetenzen schrittweise an den 1992 erstmals frei gewählten Legislativ-Yuan ab, bis sie sich 2005 endgültig auflöste.
Die heutige Parteienlandschaft der Republik China ist hauptsächlich von zwei politischen Blöcken geprägt: der pan-grünen Koalition (chinesisch 泛綠聯盟 / 泛绿联盟, Pinyin Fànlǜ liánméng), bestehend aus der Demokratischen Fortschrittspartei (DPP), der Taiwanischen Solidaritätsunion (TSU) und der kleineren Taiwan-Unabhängigkeitspartei (TAIP), und der pan-blauen Koalition (chinesisch 泛藍聯盟 / 泛蓝联盟, Pinyin Fànlán Liánméng), bestehend aus der Kuomintang (KMT), der Qinmindang („Volksnahen Partei“, PFP) und der kleineren Xindang („Neue Partei“, CNP). Dabei stammen die farblichen Bezeichnungen von den Parteiflaggen der beiden großen Volksparteien DPP und KMT. Im Verhältnis zur Volksrepublik China strebt das grüne Lager derzeit (2024) mehrheitlich die Bewahrung der faktischen Unabhängigkeit Taiwans als Republik China an, während das blaue Lager zwar ebenfalls die Beibehaltung des Status quo befürwortet, langfristig jedoch eine Wiedervereinigung Chinas unter demokratischen Voraussetzungen anstrebt. Eine formelle Unabhängigkeit Taiwans durch Änderung der Verfassung und des Staatsnamens wird von der Taiwanischen Unabhängigkeitsbewegung, einer Minderheit im grünen Lager, gefordert.
Bis zum Jahr 1992 wählte die Nationalversammlung den Staatspräsidenten. Im Jahr 1994 erfolgte eine Verfassungsänderung, die die Direktwahl des Präsidenten einführte, was erstmals im Jahr 1996 erfolgte. Von 2000 bis 2008 regierte mit Chen Shui-bian (DPP) der erste Präsident, der nicht der Kuomintang angehörte. Die Wahl zum Legislativ-Yuan 2008 und die Präsidentschaftswahl am 22. März 2008 brachten die Kuomintang zurück an die Macht. Präsident war seit dem 20. Mai 2008 Ma Ying-jeou. Die Kuomintang konnte die politische Macht bei den Wahlen zum Legislativ-Yuan 2012 und bei der Präsidentschaftswahl am 14. Januar 2012 behaupten. Mas zweite Amtsperiode war von zunehmender Unzufriedenheit der Bevölkerung gekennzeichnet, die sich unter anderem in der Besetzung des Parlaments während der Sonnenblumen-Bewegung im Frühjahr 2014 und Niederlagen der KMT bei den Kommunalwahlen am 29. November desselben Jahres äußerte. Nach dem deutlichen Sieg der Oppositionspartei DPP und ihrer Spitzenkandidatin Tsai Ing-wen bei der Parlamentswahl und bei der Präsidentschaftswahl am 14. Januar 2016 erfolgte ein erneuter Machtwechsel. Bei der darauffolgenden Präsidentschaftswahl am 11. Januar 2020 wurde Präsidentin Tsai im Amt bestätigt. Ihre Partei, die DPP verlor bei der zeitgleich abgehaltenen Parlamentswahl an Stimmen, konnte aber die absolute Mandatsmehrheit behaupten.

### Regierungssystem

#### Verfassung
Die Verfassung der Republik China basiert auf den politischen Lehren Sun Yat-sens („Drei Prinzipien des Volkes“) und wurde noch 1946 auf dem Festland entwickelt. Sie trat am 25. Dezember 1947 in Kraft und verlangt eine Teilung in fünf Gewalten, die von je einem Yuan (Staatsrat) ausgeübt werden: Legislative, Exekutive, Judikative, Prüfung und Kontrolle. Bis zu ihrer Auflösung 2005 hatte die Nationalversammlung das alleinige Recht, Verfassungsänderungen vorzunehmen. Seitdem müssen vom Parlament gebilligte Verfassungsänderungen in Referenden mit über 50 Prozent der wahlberechtigten Stimmen bestätigt werden.
Staatsoberhaupt ist der auf vier Jahre direkt gewählte Staatspräsident, der ebenfalls Oberbefehlshaber der Streitkräfte ist und nur einmal wiedergewählt werden darf.

#### Yuans (Staatsräte)
Die Verfassung von 1947 sieht – abweichend von der Dreiteilung nach westlichem Muster (Exekutive, Legislative, Judikative) – eine fünffache Gewaltenteilung vor:
Der Exekutiv-Yuan ist die Regierung beziehungsweise das Kabinett der Republik China, dessen Vorsitz der Premierminister ausübt. Er wird vom Staatspräsidenten im Einvernehmen mit dem Legislativ-Yuan ernannt.
Der Legislativ-Yuan besteht seit 2008 aus 113 Abgeordneten und ist das Parlament Taiwans, das mit der Gesetzgebungskompetenz ausgestattet ist und die Arbeit des Exekutiv-Yuans überwacht.
Der Justiz-Yuan besteht aus 15 Richtern und ist die höchste gerichtliche Instanz des Staates. Er bildet außerdem das Verfassungsgericht des Landes.
Der Prüfungs-Yuan ist für die Beamtenauswahl verantwortlich.
Der Kontroll-Yuan nimmt die Funktion vergleichbar einem Rechnungshof wahr und kann Disziplinarverfahren gegen Beamte durchführen.

### Außenpolitik

#### Verhältnis zur Volksrepublik China

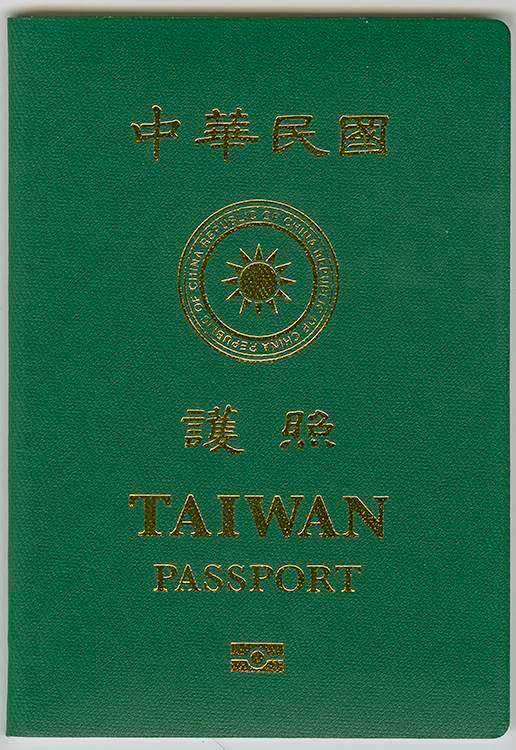
Reisepass der Republik China (Taiwan)

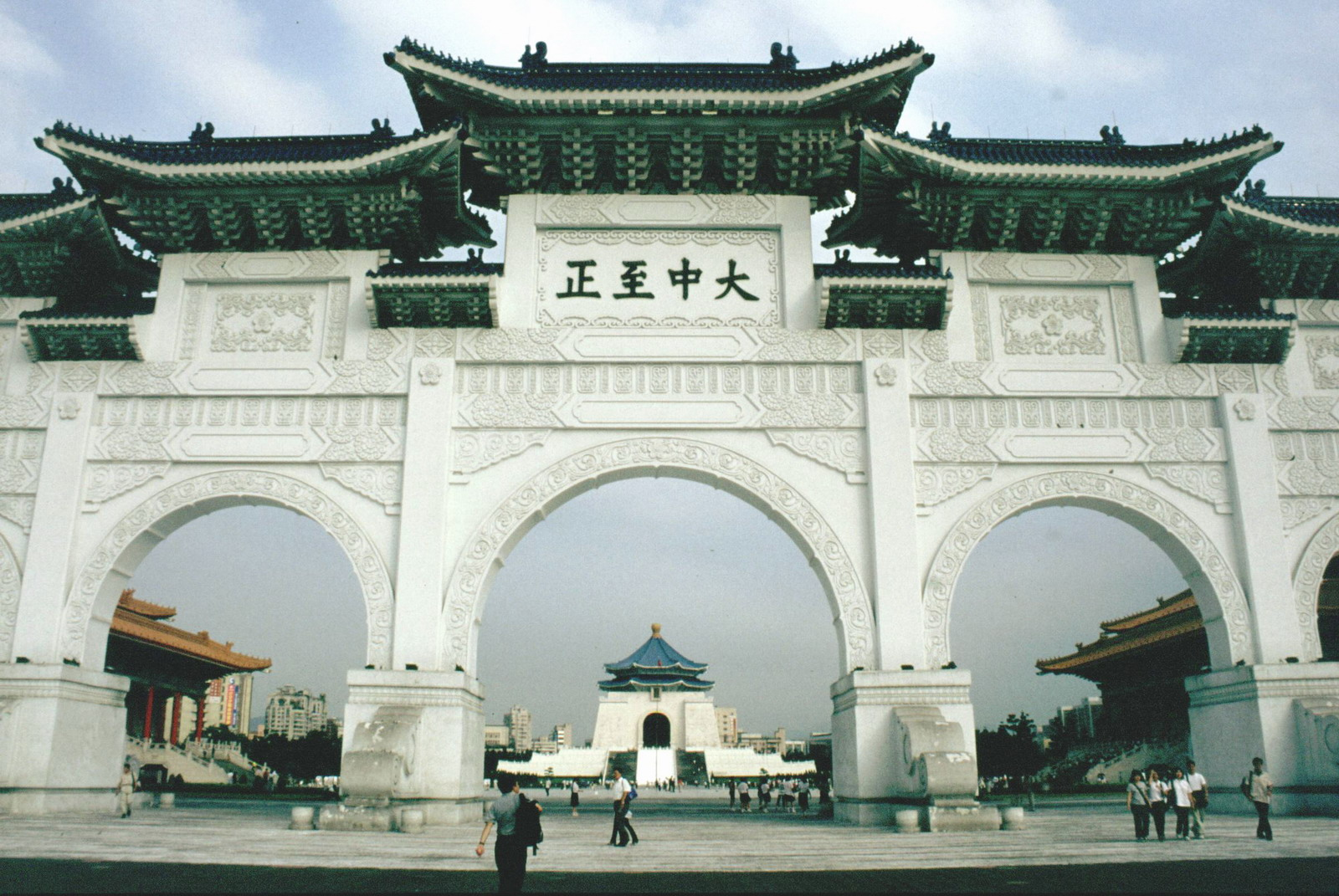
Eingang zur Nationalen Chiang-Kai-shek-Gedächtnishalle in Taipeh (vor der Umbenennung)

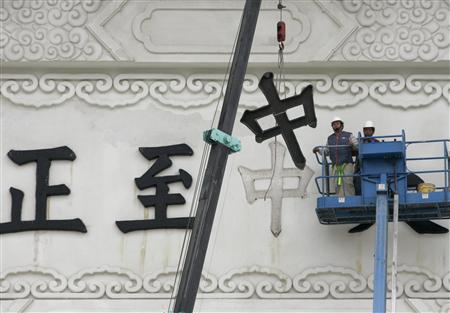
Nach der Umbenennung der Chiang-Kai-shek-Gedächtnishalle in „Nationale Taiwan-Demokratie-Gedenkhalle“ wurde die alte Inschrift am 7. Dezember 2007 entfernt. 2008 wurde das wieder rückgängig gemacht.

Zur Zeit der Kuomintang-Diktatur galt nach dem Chinesischen Bürgerkrieg die Sichtweise, dass sich Festlandchina durch die Gründung der Volksrepublik China 1949 „abgespalten“ habe. Der Alleinvertretungsanspruch für China wird von der Regierung der Republik China jedoch seit der Demokratisierung des Landes nicht mehr verfolgt. Aus Sicht der Volksrepublik ist Taiwan eine abtrünnige Provinz. Am 14. März 2005 verabschiedete der Nationale Volkskongress Chinas fast einstimmig das Anti-Abspaltungsgesetz, das militärische Schritte gegen Taiwan vorsieht, sollte dieses sich formell unabhängig erklären.
Die pan-grüne Koalition, darunter die Demokratische Fortschrittspartei (DPP), die zwischen 2000 und 2008 den Präsidenten und die Regierung stellte, strebt die Anerkennung Taiwans als Staat an. Eine formelle Unabhängigkeitserklärung ist hingegen aus Sicht der DPP nicht nötig, da es sich bei Taiwan bereits um einen souveränen Staat unter dem Namen „Republik China“ handele.
Als Versprechen den USA gegenüber und zur Beruhigung der Volksrepublik China definierte der von 2000 bis 2008 amtierende Präsident Chen Shui-bian die Politik der fünf Neins (chinesisch 四不一沒有, Pinyin sì bù yī méi yǒu, englisch four nos and one without – „vier Nein und ein Ohne“). Solange Taiwan nicht akut militärisch von China bedroht werde, werde die Republik China:
- nicht die Unabhängigkeit erklären,
- nicht den Namen des Staates ändern,
- keinen Artikel in die Verfassung aufnehmen, der die Beziehungen zur Volksrepublik als „zwischenstaatliche Beziehungen“ bezeichnet,
- kein Referendum über die Änderung des Status quo in der Frage Unabhängigkeit oder Wiedervereinigung abhalten,
- die bestehenden taiwanischen Richtlinien für die „Nationale Wiedervereinigung“ nicht ändern (sprich: Wiedervereinigung nur durch Verhandlungen mit der Volksrepublik China und unter demokratischen Voraussetzungen auf dem chinesischen Festland).

Diese Erklärung gab im Wesentlichen auch die taiwanische Haltung seit Beginn der Amtszeit Präsident Ma Ying-jeous (Kuomintang) wieder, ohne jedoch gesetzlich verankert zu sein. Ungeachtet aller Streitfragen ist die Republik China de facto völlig unabhängig und verfügt über die volle Souveränität über Taiwan.

#### Verhältnis zu Japan
Taiwan befand sich zwischen 1895 und 1945 unter japanischer Kolonialherrschaft. Kulturelle Einflüsse der japanischen Zeit haben sich bis ins 21. Jahrhundert erhalten. Nach der Niederlage der Kuomintang im Chinesischen Bürgerkrieg 1949 erkannte Japan die Republik China auf Taiwan bis 1972 als einzige legitime Regierung Gesamtchinas an. Nach der Anerkennung der Volksrepublik China durch Japan wurden die Beziehungen zu Taiwan auf der inoffiziellen Ebene weitergeführt und de facto ist Japan heute neben den Vereinigten Staaten der zweitwichtigste Verbündete Taiwans. Aufgrund der Nähe Taiwans zum japanischen Staatsgebiet ist der politische Status Taiwans von großer Bedeutung für die Sicherheit Japans. In der Vergangenheit hat Japan oft eine ambivalente Haltung hinsichtlich der Frage gezeigt, ob es die Insel bei einem vom chinesischen Festland kommenden militärischen Angriff verteidigen würde, ähnlich der Haltung der USA. Mit den steigenden Spannungen in der Taiwanstraße hat Japan seine Verteidigungsbereitschaft erhöht und sich zunehmend klarer zugunsten Taiwans positioniert.

#### Internationale Anerkennung

Staaten mit diplomatischen Beziehungen zur Republik China.

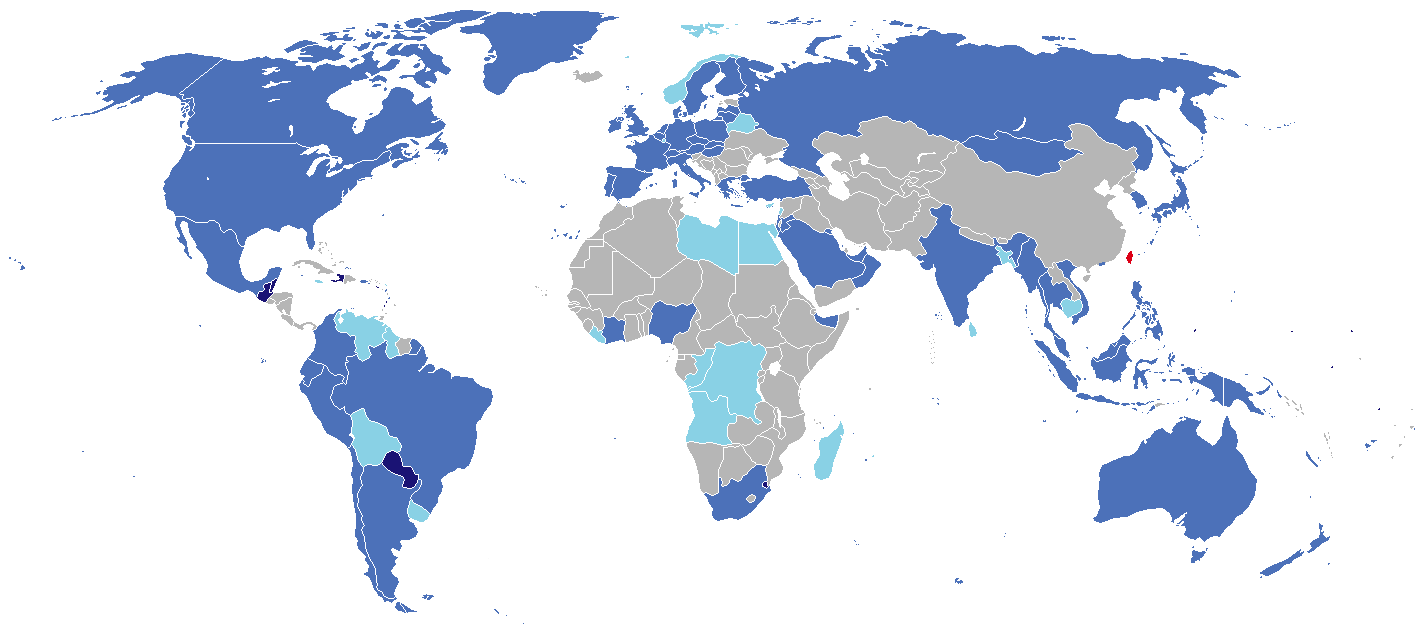
Staaten mit Botschaften der Republik China
Staaten mit diplomatischen Missionen der Republik China
Staaten mit ehemaligen diplomatischen Missionen der Republik China
Republik China

##### Geschichte
Bis 1971 stellte die Republik China, einst Gründungsmitglied der UNO, die alleinige chinesische Vertretung bei den Vereinten Nationen und hatte einen ständigen Sitz im Sicherheitsrat inne. 1971 verlor sie durch die Resolution 2758 der UN-Generalversammlung die Mitgliedschaft in den Vereinten Nationen an die Volksrepublik China. In der Folge nahmen die meisten Mitgliedsstaaten der UNO diplomatische Beziehungen zur Volksrepublik China auf und brachen im Gegenzug die Beziehungen zur Republik China ab. Das liegt hauptsächlich daran, dass jeder Staat, der bilaterale Beziehungen mit der VRC unterhalten will, deren Ein-China-Politik offiziell anerkennen muss. Sogar die Schutzmacht USA erkennt die Republik seit dem Taiwan Relations Act offiziell nicht mehr an und handelt moderat in Angelegenheiten, die direkte Streitpunkte zwischen den beiden Kontrahenten sind, wie zum Beispiel Taiwans Beitritt als Beobachter in die Weltgesundheitsorganisation.

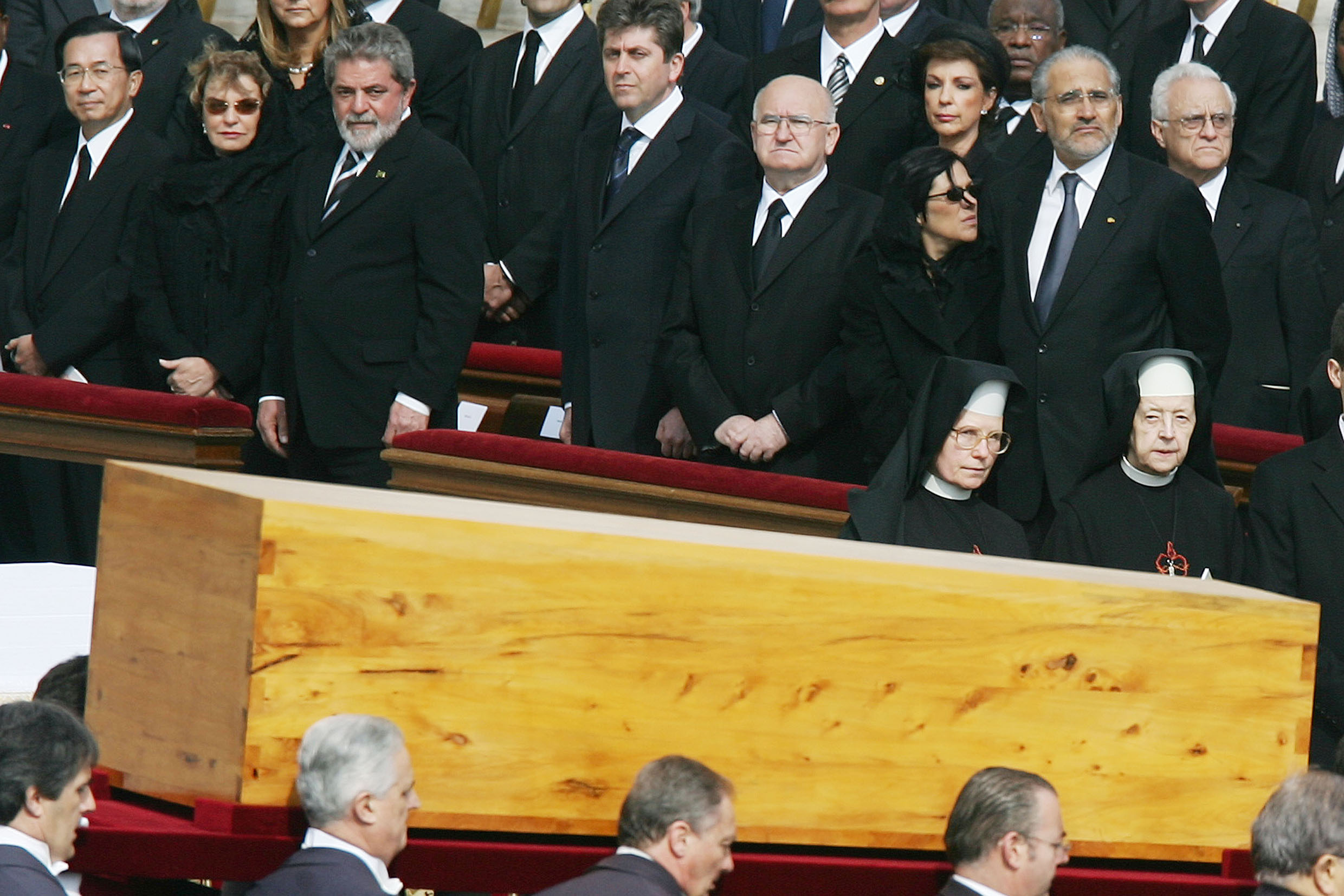
Der taiwanische Präsident Chen Shui-bian (ganz links) bei der Beerdigung von Papst Johannes Paul II. am 8. April 2005. Der Heilige Stuhl gehört zu den wenigen Völkerrechtssubjekten, die keine diplomatischen Beziehungen zur Volksrepublik China, dafür aber zur Republik China unterhalten.

##### Staaten, die die Republik China anerkennen
2024 pflegen folgende elf Staaten sowie der Heilige Stuhl offizielle diplomatische Beziehungen mit der Republik China:
 Heiliger Stuhl (1942)

 Haiti (1956)

 Paraguay (1957)

 Guatemala (1960)

 Eswatini (1968)

 Tuvalu (1979)

 St. Vincent und die Grenadinen (1981)

 St. Kitts und Nevis (1983)

 Belize (1989)

 Marshallinseln (1998)

 Palau (1999)

 St. Lucia (1984–1997, 2007)
Viele dieser Staaten liegen in Mittelamerika. Trotz der Bemühungen der Republik China brachen im Laufe der Zeit immer mehr Staaten ihre Beziehungen zu Taipeh ab, wie in den letzten Jahren etwa Gambia (2013), São Tomé und Príncipe (2016), Panama (2017), die Dominikanische Republik (2018), Burkina Faso (2018), El Salvador (2018), die Salomonen (2019), Kiribati (2019), Nicaragua (2021) oder Honduras (2023) (siehe auch „Taiwan 2020er Jahre“). Am 15. Januar 2024 brach die Regierung Taiwans die diplomatischen Beziehungen zu Nauru ab, nachdem dieses angekündigt hatte diplomatische Beziehungen zur Volksrepublik China aufzunehmen.

##### Andere Formen des Kontakts mit der Republik China
Andere Staaten unterhalten keine diplomatischen Beziehungen, trotzdem wird der Kontakt durch inoffizielle Vertretungen, sogenannte Taipei Wirtschafts- und Kulturbüros, aufrechterhalten, ohne diesen Einrichtungen den Status einer Botschaft zuzuordnen. Im Jahr 2023 bestanden solche Vertretungen in 61 Staaten, darunter den USA, Kanada, Russland, den meisten Staaten der Europäischen Union und in der Schweiz. Seit 2016 ist Jhy-Wey Shieh Repräsentant der Taipeh Vertretung in der Bundesrepublik Deutschland. Im November 2021 eröffnete in der litauischen Hauptstadt Vilnius ein „Vertretungsbüro Taiwan“, was erheblichen diplomatischen und wirtschaftlichen Druck Chinas auf Litauen und die EU zur Folge hatte, unter anderem, dass der litauische Botschafter Peking verlassen musste, in China tätige in- und ausländische Firmen nicht mehr für Litauen tätig werden durften und für Litauen bestimmte und bereits bezahlte Waren nicht mehr aus China herausgelassen wurden.
Außerdem reisen vermehrt auch hochrangige Politiker oder gar Regierungsmitglieder westlicher Staaten nach Taiwan. So reiste Nancy Pelosi als Sprecherin des US-Repräsentantenhauses am 2. August 2022 als höchstrangige Vertreterin der Vereinigten Staaten von Amerika seit 25 Jahren nach Taiwan. China betrachtete Pelosis Reise als Einmischung in den Taiwan-Konflikt, was vom Staatsrat der Volksrepublik China bereits im Vorfeld verurteilt worden war und eine große chinesische Militärübung zur Abriegelung der Republik China nach sich zog. Mit Bundesbildungs- und Forschungsministerin Bettina Stark-Watzinger reiste am 21. März 2023 auch erstmals seit 26 Jahren wieder ein deutsches Regierungsmitglied nach Taiwan. Das chinesische Außenministerium verurteilte den zweitägigen Besuch, bei dem unter anderem auch ein Technologie-Kooperationsabkommen zwischen der Republik China und Deutschland unterzeichnet wurde, als „ungeheuerlichen Akt“ und brachte in einer Protestnote seine „scharfe Missbilligung“ zum Ausdruck.

#### Freihandelsabkommen
Die Republik China unterhält bilaterale Freihandelsabkommen mit El Salvador, Guatemala, Honduras, Nicaragua, Panama, Neuseeland und Singapur. Die im Jahr 2013 unterzeichneten Abkommen mit Neuseeland und Singapur waren die ersten Abkommen dieser Art mit Staaten, die keine diplomatischen Beziehungen zu Taiwan unterhalten. Mit der Volksrepublik China wurde 2010 ein Rahmenabkommen über Wirtschaftliche Zusammenarbeit (ECFA) unterzeichnet. Die taiwanische Regierung strebt die Unterzeichnung weiterer bilateraler Abkommen bzw. den Beitritt zu internationalen Freihandelsblöcken wie der Trans-Pacific Partnership an.

### Militär
| Fiskal- jahr | Verteidigungsbudget | Verteidigungsbudget | in % des BIP | in % des Gesamt- budgets |
| Fiskal- jahr | Mrd. NT$            | Mrd. US$            | in % des BIP | in % des Gesamt- budgets |
| ------------ | ------------------- | ------------------- | ------------ | ------------------------ |
| 1994         | 258,5               | 9,8                 | 3,8          | 24,3                     |
| 1995         | 252,3               | 9,5                 | 3,5          | 24,5                     |
| 1996         | 258,3               | 9,5                 | 3,4          | 22,8                     |
| 1997         | 268,8               | 9,4                 | 3,3          | 22,5                     |
| 1998         | 274,8               | 8,2                 | 3,2          | 22,4                     |
| 1999         | 284,5               | 8,8                 | 3,2          | 21,6                     |
| 2000         | 402,9               | 12,9                | 2,9          | 17,4                     |
| 2001         | 269,8               | 8,0                 | 2,9          | 16,5                     |
| 2002         | 260,4               | 7,5                 | 2,7          | 16,4                     |
| 2003         | 257,2               | 7,6                 | 2,6          | 15,5                     |
| 2004         | 261,9               | 7,8                 | 2,4          | 16,7                     |
| 2005         | 258,5               | 8,0                 | 2,3          | 16,1                     |
| 2006         | 252,5               | 7,8                 | 2,1          | 16,1                     |
| 2007         | 304,9               | 9,2                 | 2,4          | 18,7                     |
| 2008         | 341,1               | 10,5                | 2,5          | 20,2                     |
| 2009         | 318,7               | 9,6                 | 2,7          | 17,6                     |
| 2010         | 297,4               | 9,3                 | 2,2          | 17,3                     |
| 2011         | 294,6               | 10,2                | 2,1          | 16,5                     |
| 2012         | 317,3               | 10,6                | 2,2          | 16,4                     |
| 2013         | 312,7               | 10,5                | 2,1          | 16,4                     |
| 2014         | 311,1               | 10,4                | 2,0          | 16,2                     |
| 1.           |                     |                     |              |                          |

#### Streitkräfte
Seit 1949 verfügt Taiwan über eine verhältnismäßig große und gut ausgerüstete Armee, die wegen des Anti-Abspaltungsgesetzes der Volksrepublik China ständig auf eine Invasion der Volksbefreiungsarmee vorbereitet sein muss. Von 1949 bis in die 1970er Jahre zielte die Strategie auf die Eroberung des Festlands. Später wandelte sich die Armee zur Verteidigungsarmee, deren Kontrolle der zivilen Führung übergeben wurde. Die hohen Militärausgaben bildeten über viele Jahrzehnte eine erhebliche Belastung für den Staatshaushalt. Seit den 1990er-Jahren sind die Ausgaben für das Militär nur noch gering gestiegen, so dass der relative Anteil des Militäretats an den staatlichen Gesamtausgaben gesunken ist. Er liegt aber mit über 2 Prozent des Bruttoinlandproduktes immer noch deutlich über den entsprechenden Werten europäischer Staaten. Ein Teil der Militärausgaben wie beispielsweise Pensionszahlungen für ehemalige Soldaten oder Unterhalt militärischer Gebäude wird nicht aus dem Verteidigungsetat finanziert, sodass die Gesamtausgaben für das Militär höher liegen als die offiziell angegebenen. Die Streitkräfte verfügten im Jahr 2013 über etwa 220.000 Soldaten und im Verteidigungsfall bis zu 2,6 Millionen. Die Wehrpflicht gilt für alle Männer ab 18 Jahren.

#### Planungen zur Einführung einer Berufsarmee
Seit einigen Jahren gibt es Diskussionen um die Abschaffung des Wehrdienstes, der eine in der jungen Bevölkerung sehr unpopuläre Einrichtung ist. Grundsätzlich haben beide großen Parteien (Kuomintang und DPP) sich für die Umwandlung der Streitkräfte in eine Berufsarmee ausgesprochen. Der Wehrdienst soll nach und nach ganz abgeschafft werden. Anstelle des Wehrdienstes soll eine verpflichtende zweimonatige militärische Grundausbildung treten. Im Rahmen dieser Zielsetzung wurde die Dauer des Wehrdienstes sukzessive von 22 Monaten vor dem Jahr 2004 auf 20 Monate Ende 2004, 18 Monate ab Juli 2005 auf 12 Monate ab dem Jahr 2008 verkürzt. Nach den Planungen sollte die Truppen-Sollstärke von 350.000 Mann im Jahr 2004 auf 275.000 im Jahr 2009 und 215.000 im Jahr 2014 reduziert werden. Parallel dazu sollte der Übergang zu einer reinen Freiwilligenarmee vollzogen werden. Von der Verkleinerung und Professionalisierung versprach man sich eine Freisetzung von Ressourcen für die Waffenentwicklung und -beschaffung. Dieser Zeitplan wurde jedoch nicht eingehalten. Im Jahr 2013 waren die taiwanischen Streitkräfte 220.000 Mann stark, von denen aber immer noch fast ein Drittel Wehrdienst-Leistende waren. Auch ein zweiter angekündigter Termin Ende 2015 wurde nicht eingehalten. Als Grund für die Verzögerungen wurden Schwierigkeiten genannt, genügend Freiwillige für das Militär zu rekrutieren. Die Notwendigkeit eines starken Militärs sei insbesondere jungen Menschen in einer Zeit der intensiven wirtschaftlichen und kulturellen Beziehungen zur Volksrepublik China nicht mehr gut begreiflich zu machen. Ältere Militärpersonen beklagten eine fehlende patriotische Gesinnung bei der Jugend.
Nach ihrer Wahl im Januar 2016 erklärte die neue Präsidentin Tsai Ing-wen (DPP), dass sich ihre Regierung dieses Themas innerhalb der ersten 10 Monate ihrer Amtszeit annehmen werde. Am 12. Dezember 2016 kündigte Verteidigungsminister Feng Shih-kuan (馮世寬) an, dass die Wehrpflicht endgültig im Jahr 2017 abgeschafft werde, allerdings schien auch dieser Zeitpunkt ungewiss. Einige politische Kommentatoren lobten zwar die verstärkte Beachtung der nationalen Verteidigung durch die neue DPP-Regierung, warnten aber angesichts der Diskussionen davor, die militärische Abwehrkraft Taiwans zu sehr zu schwächen und die Sollstärke unter die angedachten 215.000 Mann abzusenken. Letztlich wurde die Wehrpflicht vor dem Hintergrund zunehmender Spannungen mit der Volksrepublik China beibehalten. Am 27. Dezember 2022 kündigte die taiwanische Regierung an, den obligatorischen Wehrdienst ab Januar 2024 von bisher vier Monaten wieder auf ein Jahr zu verlängern.
Seit 2001 besteht zusätzlich die Alternative eines Zivildienstes, der ein Jahr dauert.

#### Militärische Zusammenarbeit mit den Vereinigten Staaten

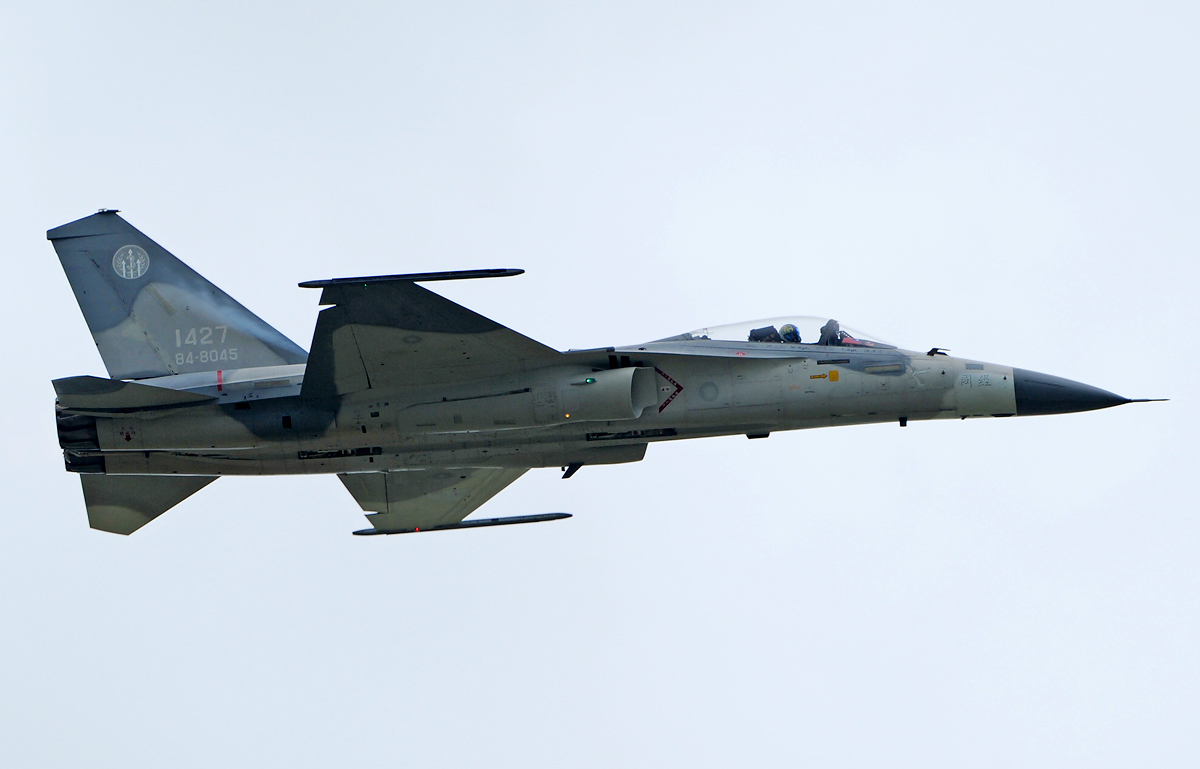
Der AIDC F-CK-1 Ching-Kuo, eine taiwanische Eigenentwicklung

Mit den Vereinigten Staaten bestand seit 1954 ein Verteidigungsbündnis, das jedoch 1979 auslief, als die Vereinigten Staaten ihre offiziellen diplomatischen Beziehungen zu Taiwan beendeten. In einem gemeinsamen Kommuniqué vom 17. August 1982 vereinbarte der damalige Präsident Ronald Reagan mit Vertretern der Volksrepublik China eine weitgehende Reduzierung der Lieferung von US-amerikanischen Rüstungsgütern an Taiwan. Durch dieses Embargo für Rüstungsprodukte sah sich Taiwan gezwungen, eigene Entwicklungen voranzutreiben. Ab dem Jahr 1980 wurde der Jagdbomber AIDC F-CK-1 Ching-Kuo (benannt nach dem damaligen Präsidenten Chiang Ching-kuo) in Taiwan entwickelt. Die Technologien hierfür (Radaranlagen etc.) kamen zum großen Teil aus den Vereinigten Staaten, da für den Technologieexport kein Embargo bestand. Zwischen 1989 und 1999 wurden 131 Exemplare dieses Kampfflugzeuges gebaut und in Dienst gestellt. Im September 1992 stimmte US-Präsident George Bush dem Verkauf von 150 F-16A/B-Kampfflugzeugen an Taiwan für 5,8 Milliarden US$ zu. Am 17. November 1992 unterzeichneten Vertreter Taiwans außerdem einen Vertrag über die Lieferung von 60 Kampfflugzeugen vom Typ Dassault Mirage 2000-5, davon 48 einsitzigen 2000-5Ei und 12 zweisitzigen 2000-5Di, aus Frankreich. Beide Verträge stießen auf heftige Kritik der Volksrepublik China.
Einen Wendepunkt in der US-Politik bewirkte die Taiwanstraßenkrise von 1995/96. Die unverhohlenen militärischen Drohgebärden der Volksrepublik China gegenüber Taiwan führten dazu, dass sich die militärische Zusammenarbeit Taiwans mit den USA wieder deutlich ausweitete. Seit 1997 werden taiwanische F-16-Piloten auf der US-amerikanischen Luke Air Force Base in Arizona trainiert. Seit 2006 bemühte sich Taiwan um den Kauf neuer F-16C/D-Kampfflugzeuge. Auch die Beschaffung von Ersatzteilen für die Mirages aus Frankreich seit 2012 erwies sich als kompliziert. Am 21. September 2011 wurde ein Abkommen mit den USA getroffen, das die Modernisierung der 145 taiwanischen F-16A/B bis zum Jahr 2021 für 5,3 Milliarden US$ vorsah. 2005/06 verkauften die USA vier Lenkwaffenzerstörer der Kidd-Klasse an Taiwan. Diese sind seitdem die größten Schiffe der taiwanischen Marine.
Obwohl kein Militärbündnis zwischen den USA und Taiwan besteht, und beide Staaten keine offiziellen diplomatischen Beziehungen unterhalten, hat die Militärkooperation einen erheblichen Umfang. Taiwan gehört zu den Hauptabnehmern US-amerikanischer Rüstungsgüter. In den Jahren 2004–2007 investierte das Land hierfür 4,3 Milliarden US$, und 2008–2011 waren es 2,9 Milliarden US$. Damit lag Taiwan 2004–2007 an vierter Stelle (nach Israel, Ägypten und Saudi-Arabien) und 2008–2011 nach Saudi-Arabien, Ägypten, Israel und Australien an fünfter Stelle der ausländischen Hauptabnehmerländer der US-Rüstungsindustrie.
Eine erhebliche Intensivierung der militärischen Zusammenarbeit ergab sich unter der Präsidentschaft von Donald Trump. Ursächlich dafür war die Verschlechterung der chinesisch-amerikanischen Beziehungen, die im Handelskonflikt zwischen beiden Staaten ihren Ausdruck fand. Am 17. Juni 2018 unterzeichneten Vertreter Taiwans und der Vereinigten Staaten ein Abkommen, mit dem taiwanischen Rüstungsexperten der offizielle Besuch von Forschungseinrichtungen der US-amerikanischen Rüstungsindustrie ermöglicht wurde. Nach Einschätzungen taiwanischer Politiker ermöglichte das Abkommen eine erhebliche Verbesserung der Selbstverteidigungskapazitäten Taiwans. Am 9. Juli 2019 stimmte das US-Außenministerium einem Rüstungsabkommen im Volumen von 2,2 Milliarden US$ zu: Taiwan erhält aus den USA insgesamt 108 M1-Abrams-Panzer, 250 Stinger-Flugabwehrraketen und das entsprechende Zubehör. Der Vertragsabschluss führte zu heftigen Protesten der Volksrepublik China. Am 21. August 2019 gab US-Präsident Donald Trump grünes Licht für die Lieferung von 66 F-16 Block 70/72-Kampfflugzeugen an Taiwan im Gegenwert von 8 Milliarden US$.
Im April 2020 wurden Pläne der Regierung bekannt, den Militäretat bis zum Jahr 2027 auf etwa 400 Milliarden NT$ (13,1 Milliarden US$) zu steigern. Im Jahr 2020 lagen die Militärausgaben Taiwans bei etwa 11,34 Milliarden US$. Dem standen Militärausgaben der Volksrepublik China von 177,5 Milliarden US$ gegenüber.
Am 2. September 2022 gab die US-Regierung unter Präsident Joe Biden ihre Zustimmung zu Waffenlieferungen im Wert von 1,1 Milliarden US$, darunter 355 Mio. US$ für Harpoon-Seezielflugkörper, 85 Mio. US$ für AIM-9 Sidewinder-Luft-Luft-Raketen und 655 Mio. US$ für Radarsysteme zur Detektion anfliegender Raketen. Ein Sprecher des State Departments nannte die Systeme „essentiell für Taiwans Sicherheit“. Die Volksrepublik China drohte daraufhin „Vergeltungsmaßnahmen“ an.

### Feuerwehr
In der Feuerwehr in Taiwan organisiert waren im Jahr 2019 landesweit 8.180 Berufs- und 26.500 freiwillige Feuerwehrleute, die in 544 Feuerwachen und Feuerwehrhäusern tätig sind, in denen 959 Löschfahrzeuge und 197 Drehleitern bzw. Teleskopmasten bereitstehen. Die nationale Feuerwehrbehörde Taiwans (NFA; chinesisch 內政部消防署, Pinyin Nèizhèngbù Xīaofángshǔ, Pe̍h-ōe-jī Lü-cheng-bo Siau-hong-sú, englisch National Fire Agency) wurde im März 1995 gegründet und ist dem Innenministerium der Republik China (Taiwan) unterstellt. Der Aufgabenbereich der Behörde sind Notfallmedizin, Brandschutz, Brandbekämpfung, Katastrophenrettung sowie Eigentumsschutz und die öffentliche Sicherheit. Sie repräsentiert die taiwanischen Feuerwehren mit ihren über 34.000 Feuerwehrangehörigen.

## Verwaltung

### Administrative Gliederung
Der Verfassung von 1947 nach basiert das Territorium der Republik China auf „existierenden staatlichen Grenzen“. Seit der Demokratisierung Taiwans in den 1990er-Jahren wurden (Souveränitäts-)Ansprüche auf Festlandchina faktisch nicht mehr erhoben. Die Ansprüche wurden 1991 von Präsident Lee Teng-hui aufgegeben, was jedoch nicht von der Nationalversammlung ratifiziert wurde.
Im Jahr 2006 wurden Verfassungsänderungen vorgenommen, bei denen auch die Staatsgrenze und Souveränitätsansprüche der heutigen Republik China neu geregelt und den tatsächlichen Bedingungen angepasst werden sollten. Aufgrund chinesischen und US-amerikanischen Drucks wurde jedoch auf diese Anpassung verzichtet, da sie als Schritt zur formellen „Unabhängigkeit“ beziehungsweise Eigenstaatlichkeit Taiwans angesehen wird und von der Volksrepublik China als Provokation aufgefasst worden wäre (siehe Anti-Abspaltungsgesetz).
Neben den „ruhenden“ Ansprüchen auf China existieren aktive Territorialstreitigkeiten über Inseln und Inselgruppen. So beansprucht die Republik China die von der Volksrepublik China verwaltete Huangyan Dao, die von Japan verwalteten Senkaku-Inseln, den von Südkorea verwalteten Socotra-Fels sowie die Spratly-Inseln, von denen einige jeweils auch von Malaysia, den Philippinen, Vietnam und der VR China verwaltet werden.

### Gegenwärtig tatsächlich kontrollierte Gebiete
Seit dem Rückzug der Kuomintang nach Taiwan 1949 und der Eroberung von Hainan durch die Kommunisten 1950 kontrolliert die Republik China von ihrem ursprünglichen Staatsgebiet nur noch die Provinz Taiwan und einen kleinen Teil der Provinz Fujian. Aus der Provinz Taiwan wurden zwischen 1967 und 2014 die sechs größten Städte einschließlich ihres Umlandes ausgegliedert und als regierungsunmittelbare Städte verwaltet, so dass die „Restprovinz“ nur noch etwa 70 % des kontrollierten Staatsgebiets und 32 % der Bevölkerung umfasst. Dazu gehören die Insel Taiwan ohne das Verwaltungsgebiet der regierungsunmittelbaren Städte, einige vorgelagerte kleinere Inseln sowie die in der Formosastraße gelegene Inselgruppe der Pescadoren. Der von der Republik China kontrollierte Teil der Provinz Fujian besteht aus den vor der Küste des chinesischen Festlands gelegenen Inselgruppen Kinmen (Quemoy) und Matsu und umfasst knapp 0,5 % des heutigen Staatsgebiets der Republik China.

#### Regierungsunmittelbare Städte
Die Städte Taipeh und Kaohsiung wurden 1967 bzw. 1979 aus der Provinz Taiwan ausgegliedert und nehmen seither als unmittelbar der Zentralregierung unterstellte Städte eine provinzähnliche Sonderstellung ein. Im Dezember 2010 kamen mit Neu-Taipeh, Taichung und Tainan drei weitere regierungsunmittelbare Städte hinzu. Dabei wurden die bisherigen Landkreise Kaohsiung, Taichung und Tainan in die jeweiligen Städte eingegliedert. Am 25. Dezember 2014 wurde der Landkreis Taoyuan zur sechsten regierungsunmittelbaren Stadt Taoyuan hochgestuft.
Die aus dem Landkreis Taipeh hervorgegangene Stadt Neu-Taipeh (新北市, wörtl. „Neue Nördliche Stadt“) ist mit knapp 4 Millionen Einwohnern die größte Stadt Taiwans. Ihr Stadtgebiet umschließt die am Fluss Danshui im Norden Taiwans gelegene Hauptstadt Taipeh, in der fast 2,7 Millionen Menschen leben. Die größte Stadt im Süden Taiwans ist Kaohsiung, die nach der Eingliederung des Landkreises Kaohsiung 2010 knapp 2,8 Millionen Einwohner hat. In Kaohsiung befindet sich der größte Hafen der Insel, über den der größte Teil der Ölimporte abgewickelt und industriell verarbeitet wird. Im zentralen Teil Westtaiwans liegt Taichung; die Stadt ist nach der Eingliederung des Landkreises Taichung mit nun über 2,8 Millionen Einwohnern knapp vor Taipeh die drittgrößte Stadt Taiwans. Weitere Millionenstädte sind Taoyuan (etwa 2,2 Millionen Einwohner) im Nordwesten und die alte Inselhauptstadt Tainan im Südwesten, die nach der Eingliederung des Landkreises Tainan knapp 1,9 Millionen Einwohner zählt (Stand der Einwohnerzahlen: Juni 2018).

#### Landkreise und kreisfreie Städte
Die beiden Provinzen sind in zusammen dreizehn Landkreise und drei kreisfreie Städte untergliedert, die seit einer Verwaltungsreform im Jahr 1998 außerhalb der regierungsunmittelbaren Städte die wichtigsten Verwaltungseinheiten darstellen.
Die Provinz Taiwan besteht seit 2014 noch aus elf Landkreisen und drei kreisfreien Städten. Ihre größte Stadt ist die kreisfreie Stadt Hsinchu (新竹市,  Xīnzhú Shì,  Hsin¹chu²) im Nordwesten mit etwa 443.000 Einwohnern, die für die hohe Konzentration an Halbleiterfirmen bekannt ist und wegen des starken Windes aus der Formosastraße auch die „windige Stadt“ (風城 / 风城,  Fēngchéng) genannt wird. Die weiteren kreisfreien Städte sind die im Nordosten gelegene Hafenstadt Keelung (基隆市,  Jīlóng Shì) mit etwa 371.000 Einwohnern und Chiayi in Westtaiwan (嘉義市,  Jiāyì Shì) ist mit etwa 269.000 Einwohnern (Stand: Juni 2018).
Die elf Landkreise der Provinz Taiwan sind folgende (Stand: Juni 2018):
| Name     | chinesisch | Pinyin        | Einwohner |
| -------- | ---------- | ------------- | --------- |
| Yilan    | 宜蘭縣     | Yílán Xiàn    | 0.456.006 |
| Hsinchu  | 新竹縣     | Xīnzhú Xiàn   | 0.554.541 |
| Miaoli   | 苗栗縣     | Miáolì Xiàn   | 0.551.082 |
| Changhua | 彰化縣     | Zhānghuà Xiàn | 1.279.276 |
| Nantou   | 南投縣     | Nántóu Xiàn   | 0.499.194 |
| Yunlin   | 雲林縣     | Yúnlín Xiàn   | 0.688.717 |
| Chiayi   | 嘉義縣     | Jiāyì Xiàn    | 0.509.161 |
| Pingtung | 屏東縣     | Píngdōng Xiàn | 0.828.275 |
| Taitung  | 台東縣     | Táidōng Xiàn  | 0.219.643 |
| Hualien  | 花蓮縣     | Huālián Xiàn  | 0.328.749 |
| Penghu   | 澎湖縣     | Pénghú Xiàn   | 0.104.013 |

Der von der Republik China kontrollierte Teil der Provinz Fujian umfasst den Landkreis Kinmen (金門縣,  Jīnmén Xiàn) mit einer Fläche von 152 km² und etwa 95.000 Einwohnern, der die gleichnamige Inselgruppe und weitere kleinere Inseln umfasst, und den aus den Matsu-Inseln bestehenden Landkreis Lienchiang (連江縣,  Liánjiāng Xiàn) mit einer Fläche von 29 km² und etwa 10.000 Einwohnern. Dabei bezieht sich der Name Lienchiang auf den unter der Kontrolle der Volksrepublik China stehenden Kreis Lianjiang auf dem Festland, zu dem die Matsu-Inseln historisch und nach offizieller Lesart sowohl der Republik als auch der Volksrepublik China nach wie vor gehören.

## Sozialsystem

### Medizin und Gesundheitswesen
→ Siehe Absatz im Artikel: Traditionelle chinesische Medizin: Taiwan
In Taiwan konnte sich die traditionelle Medizin trotz westlich orientierter Modernisierung halten und wird teils ergänzend zur modernen westlichen Medizin praktiziert. Taiwan hat seine eigene TCM-Tradition, die stärker durch alte Ärztefamilien geprägt, traditioneller und somit weniger standardisiert ist sowie mehr spirituelle Elemente beibehielt. Taiwan bildet kaum Ausländer in der TCM aus.
Das Gesundheitssystem der Republik wird vom Amt für nationale Gesundheitsversicherung (Bureau of National Health Insurance, BNHI) verwaltet.
Das aktuelle Gesundheitssystem ist 1995 als Sozialversicherung eingeführt worden. Das staatliche Gesundheitsprogramm umfasst eine Pflichtversicherung für in- und ausländische Arbeitnehmer, Arbeitslose, Arme und Behinderte, deren monatliche Beiträge – durchschnittlich 18,88 US$ pro Person und Monat – vom Einkommen der Familie oder des Individuums abhängen.
Die Versicherung der BNHI umfasst Eigenanteile zum Zeitpunkt der geleisteten Dienstleistung, es sei denn, der Versicherte beansprucht Gesundheitsvorsorge, er stammt aus einer Familie mit geringen Einkommen, ist Veteran, ein Kind unter drei Jahren oder hat eine besonders schwere Krankheit. Familienmitglieder mit geringen Einkommen müssen keinen Eigenanteil zahlen und Eigenanteile von Behinderten oder älteren Menschen sind reduziert.
Nach Aussage eines Gutachtens der BNHI haben von 3.360 zufällig ausgewählten Krankenhauspatienten 75,1 % der Patienten angegeben, dass sie „sehr zufrieden“ mit dem Service sind; 20,5 % fanden den Service „in Ordnung“ und nur 4,4 % fanden den Service „schlecht“.
Taiwan unterhält ein eigenes Zentrum zur Seuchenbekämpfung (Center for Disease Control), das während des Ausbruchs von SARS (Severe Acute Respiratory Syndrome = „Schweres Akutes Atemwegssyndrom“) im März 2003 von 347 Fällen berichtete. Während der Epidemie richteten die Lokalregierungen und der CDC Stationen zur Beobachtung von öffentlichen Transporteinrichtungen, Freizeiteinrichtungen und anderen öffentlichen Einrichtungen ein. Nach der vollständigen Dekontamination im Juli 2003 wurde über keine weiteren Fälle berichtet.
Die BNHI umfasst 7.259 Anlagen:
| Anzahl | Einrichtungen                                         |
| ------ | ----------------------------------------------------- |
| 16.174 | Ambulante Kliniken                                    |
| 05.701 | Zahnkliniken                                          |
| 02.422 | Kliniken für Traditionelle Chinesische Medizin        |
| 01.085 | Stationäre/ambulante Kliniken                         |
| 00.437 | Lokale Gemeindekrankenhäuser                          |
| 00.035 | Krankenhäuser der Traditionellen Chinesischen Medizin |
| 00.023 | Universitätskrankenhäuser                             |

Der Basisschutz einer Versicherung deckt folgende Grundleistungen ab:
- Stationäre Pflege
- Ambulante Versorgung
- Labortests
- rezeptpflichtige und rezeptfreie Arzneien
- Zahnpflege
- Geisteskrankheiten
- Traditionelle Chinesische Medizin
- Heimpflege
- Präventive Dienstleistungen (Kontrolluntersuchung, vorgeburtliche Versorgung, Pap-Abstriche)

Im Jahr 2004 betrug die Kindersterblichkeitsrate 5,3 Prozent bei 15 Kindern je Krankenhaus mit 10.000 Patienten. Die Lebenserwartungen lag laut der UN im Zeitraum von 2010 bis 2015 bei 79,2 Jahren (76,4 Jahren bei Männern und 82,3 Jahren bei Frauen). Seit Gründung der BNHI verlängerten sich die Lebenserwartungen um 1,6 Jahre bei Männern und 2 Jahre bei Frauen.
Entwicklung der Lebenserwartung in Taiwan
| Zeitraum  | Lebenserwartung | Zeitraum  | Lebenserwartung |
| --------- | --------------- | --------- | --------------- |
| 1950–1955 | 58,2            | 1985–1990 | 73,4            |
| 1955–1960 | 62,9            | 1990–1995 | 74,4            |
| 1960–1965 | 65,0            | 1995–2000 | 75,2            |
| 1965–1970 | 66,9            | 2000–2005 | 76,9            |
| 1970–1975 | 69,4            | 2005–2010 | 78,2            |
| 1975–1980 | 70,7            | 2010–2015 | 79,2            |
| 1980–1985 | 72,1            |           |                 |

Quelle: UN

### Rentenversicherung
Am 1. Oktober 2008 ist ein allgemeines Rentensystem in Kraft getreten. Hierbei müssen alle Bürger zwischen 25 und 65 Jahren monatlich vorerst 700 NTD (15 Euro) zahlen. Die erste Rentenauszahlung für über 65-Jährige wird bei bis zu 10.000 NTD (200 Euro) liegen. In den darauffolgenden Monaten erhöht sich die Rente um 5 %.

## Wirtschaft

### DasTaiwan-Wunder

Taiwan zählt neben Südkorea, Hongkong und Singapur zu den vier „Tigerstaaten“ Ostasiens.

Entwicklung des realen Bruttoinlandsprodukts pro Kopf in Hongkong, Taiwan und Festlandchina seit 1910

Taiwans schnelle Industrialisierung und das Wirtschaftswachstum während der zweiten Hälfte des 20. Jahrhunderts wird als Das Taiwan-Wunder (台灣奇蹟 / 台湾奇迹,  Táiwān Qíjì) oder Taiwans Wirtschaftswunder bezeichnet. Mit Singapur, Südkorea und Hongkong gehört Taiwan zu den vier „Tigerstaaten“.
Während der japanischen Okkupation und des Zweiten Weltkriegs wandelte sich die Wirtschaft im öffentlichen und privaten Sektor, besonders bei den öffentlichen Bauarbeiten, was eine schnellere Kommunikation und einen besseren Transport ermöglichte. Durch die Okkupanten wurde ebenso das Schulsystem verbessert und für alle Bürger verpflichtend.

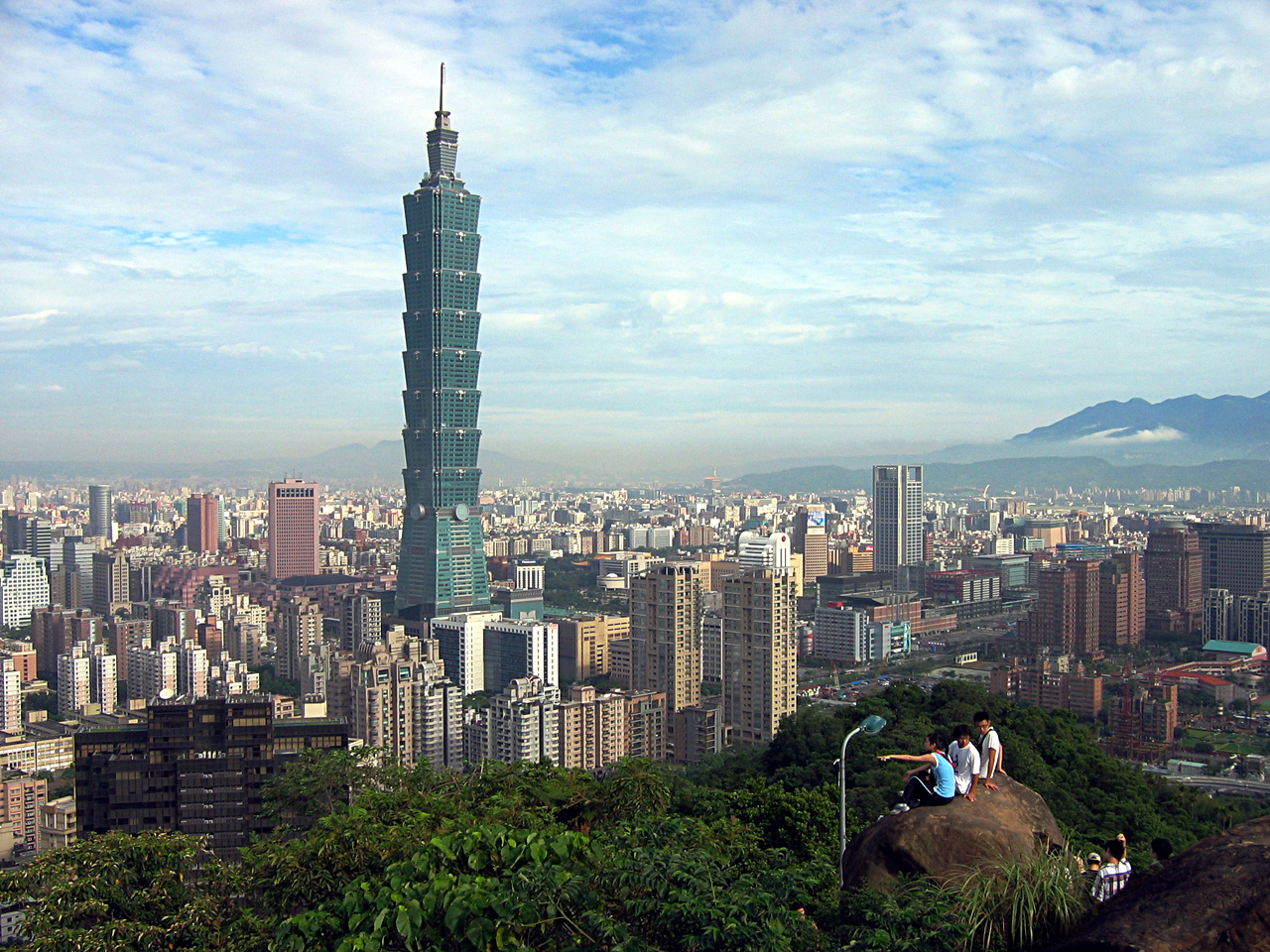
Blick auf Taipeh, 2005

Als die Kuomintang-Regierung nach Taiwan floh, brachte sie die Goldreserven und die Fremdwährungen des Festlandes nach Taiwan, was die Preise stabilisierte und der Hyperinflation entgegenwirkte. Ein ebenso wichtiger Faktor bei der Flucht der KMT war die neue intellektuelle und wirtschaftliche Elite des Festlandes. Die neue Regierung war auf Taiwan in der Lage, neue Gesetze mit höherer Effektivität zu erlassen als auf dem weitaus größeren Festland. Sie implementierte ebenfalls eine importsubstituierende Industrialisierung, die Importgüter durch Eigenproduktionen ersetzte. Dies wurde durch wirtschaftliche Hilfe wie Subventionen durch die USA möglich. Die ursprünglichen Bewohner Taiwans wurden aus der Politik ausgeschlossen und wichen gezwungenermaßen in die Wirtschaft aus.
Im Jahr 1962 hatte die Republik ein Bruttosozialprodukt pro Kopf von 170 USD, was Taiwan mit der Demokratischen Republik Kongo auf eine Ebene brachte. Bis 2011 wuchs das Bruttosozialprodukt pro Kopf auf 37.720 USD, was laut dem Human Development Index dem Wert der Europäischen Union entspricht.
Der deutsche Ökonom Hans-Heinrich Bass sieht einen wesentlichen Faktor für die Dynamik der taiwanischen Wirtschaftsentwicklung in dieser Zeit in der raschen Folge unterschiedlicher, jeweils der spezifischen binnen- und weltwirtschaftlichen Situation angemessener Außenwirtschaftsstrategien. Er unterscheidet fünf Phasen der Außenwirtschaft Taiwans:
1. Exportexpansion auf der Basis von Agrargütern (bis 1950);
2. Importsubstituierendes Wachstum auf der Basis von verarbeiteten Agrargütern (1950–1962);
3. Exportdiversifizierendes Wachstum auf der Basis von verarbeiteten Agrarprodukten und einfachen, arbeitsintensiv hergestellten Industrieprodukten wie Spielzeug und Schuhe (1962–1970);
4. Intra-industrieller Handel mit komplexeren Waren, also Einfuhr und Ausfuhr derselben Güterkategorien, vor allem Exporte einfacher und Importe komplexerer Elektronikartikel (1970–1986);
5. Export neuentwickelter komplexer Güter (Schumpeter-Güter) (seit 1986).

Eine besondere Stärke weist die Wirtschaft Taiwans auf dem Gebiet der Halbleiter- und IT-Industrie auf. Aus Taiwan kommt der Großteil aller Halbleiter auf dem Weltmarkt. Einer der wichtigsten Hersteller ist die Firma TSMC; sie produziert (Stand 2023) mehr als die Hälfte aller Halbleiter (laut Angaben der US-Regierung mindestens 70 %) – bei den modernsten Varianten hat TSMC einen Weltmarktanteil von mehr als 90 Prozent.
Der Aufstieg Taiwans zu einer der führenden Nationen auf diesem Technologiesektor war ganz wesentlich einer klugen und vorausschauenden Industriepolitik geschuldet. Eine Schlüsselrolle spielte hierbei das 1973 gegründete Forschungsinstitut für Industrietechnologie (ITRI) in Hsinchu.
Auch die marktwirtschaftliche Organisation des Kapitalmarkts und der Wertpapierbörse – Taiwan Stock Exchange – trugen zur außerordentlichen Entwicklung bei. Im Leitindex Taiwan Capitalization Weighted Stock Index ist dies zu beobachten.

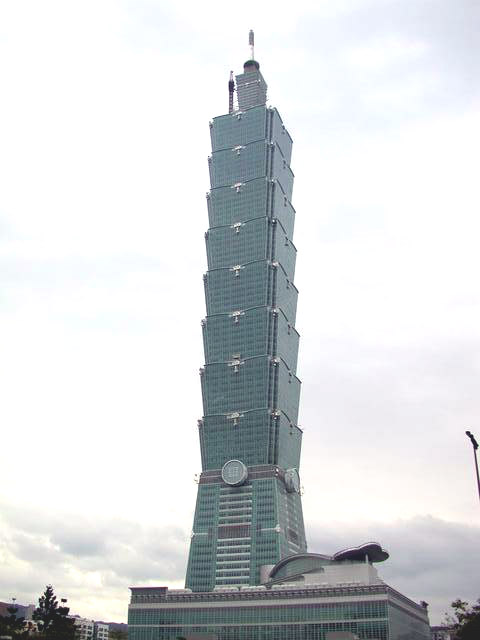
Der Taipei 101 in Taipeh

### Neuere Wirtschaftsentwicklung
Der taiwanische Investitionsfluss in die VR China betrug im Jahr 2002 knapp 34 Mrd. Euro (nach Schätzungen zwischen 70 und 170 Mrd. Euro) und übertraf damit den aller anderen Länder. Taiwan ist der zweitgrößte Produzent von Halbleiter-Anwendungen wie Prozessoren, SoC, PC-Hauptplatinen und Grafikkarten, Notebooks und WLAN-Komponenten, die weltweit unter Markennamen wie Acer, Pegatron und seine Tochter ASRock, Asus, BenQ, Foxconn, Gigabyte, HTC, MSI, Tatung, TSMC und VIA abgesetzt werden. Nur fünf Firmen davon stellten 2015 80 Prozent aller Laptops der Welt her. Quanta Computer produzierte 49 Millionen Geräte für Apple, Dell, Hewlett-Packard, Lenovo, Sharp, Sony und Toshiba bis ins Jahr 2000 in Taiwan selbst, danach auch in China, Vietnam, Indonesien und Thailand. Foxconn, ein weiterer Elektronikhersteller, stellte Tablets und Smartphones für Apple und weitere Marken her, ohne selbst wirklich eine Marke zu sein.
Darüber hinaus ist Taiwan einer der größten Hersteller von Fahrrädern (Giant, Merida uvm.) und LCD-Flachbildschirmen (AU Optronics). Im Bereich der Fahrzeugindustrie konnte Taiwan sich vor allem als Hersteller von Motorrädern und -rollern etablieren, bedeutende Firmen aus dieser Branche sind Kymco, Jordan Motors und SYM. Auch einige Produktionsfirmen für PKW existieren, etwa China Motor Corporation, Formosa oder Yulon Motor, die bislang allerdings nur auf dem heimischen Markt Bedeutung haben und wenig eigenständiges hervorbringen, sondern größtenteils Fahrzeuge anderer internationaler Hersteller in Lizenz fertigen.
Das Exportvolumen zwischen Januar und September 2007 betrug 22,2 Milliarden US-Dollar, und die Arbeitslosenquote lag im selben Zeitraum bei 3,91 % und war somit die niedrigste der vergangenen acht Jahre.
Die Arbeitszeit liegt bei 40 Stunden pro Woche, wobei die Arbeit meist zwischen 8 und 8:30 Uhr beginnt (上班,  shàngbān) und gegen 17 bzw. 17:30 Uhr endet (下班,  xiàbān). Kleine Läden haben meistens von 8 bis 22 Uhr geöffnet. Läden der Nachtmärkte öffnen sieben Tage die Woche gegen 17 Uhr bis 1 Uhr. 7-Eleven oder ähnliche Convenience Shops (便利商店,  biànlì shāngdiàn) haben ebenfalls rund um die Uhr die ganze Woche geöffnet.
Darüber hinaus belegte Taiwan im Jahr 2007 Platz 21 der Weltbank-Logistikrangliste (die Rangliste umfasst 150 Länder), wobei es Platz 15 bei Pünktlichkeit von Lieferungen, Platz 16 bei Einfachheit und Bezahlbarkeit des Arrangierens von Transporten und Platz 43 bei den lokalen Kosten belegt. Im Jahre 2007 erzielte Taiwan ein durchschnittliches Wirtschaftswachstum von 5,7 %. Im Jahr 2014 belegte Taiwan Platz 19 der nunmehr 160 Staaten umfassenden Liste.
Im Global Competitiveness Index, der die Wettbewerbsfähigkeit eines Landes misst, belegt Taiwan Platz 15 von 137 Ländern (Stand 2017). Im Index für wirtschaftliche Freiheit belegt das Land 2018 Platz 13 von 180 Ländern.
| Sektor                                        | Prozentanteil am BIP | Änderung (Prozentpunkte) | Wertmäßige Änderung (NT$) |
| --------------------------------------------- | -------------------- | ------------------------ | ------------------------- |
| Landwirtschaft                                | 1,78                 | −0,03                    | 0+1,98                    |
| Industrie                                     | 35,41                | +0,86                    | 0+6,28                    |
| Produzierendes Gewerbe                        | 30,34                | +0,59                    | 0+5,74                    |
| Baugewerbe                                    | 02,53                | −0,03                    | 0+2,61                    |
| Elektrizitäts- und Gasversorgung              | 01,86                | +0,35                    | +27,33                    |
| Andere                                        | 00,69                | −0,04                    | 0−2,40                    |
| Dienstleistungen                              | 62,80                | −0,84                    | 0+2,32                    |
| Groß- und Einzelhandel                        | 15,92                | −0,56                    | 0+0,19                    |
| Finanz- und Versicherungswesen                | 06,58                | 00,00                    | 0+3,78                    |
| Öffentliche Verwaltung und soziale Sicherheit | 06,43                | −0,26                    | 0−0,43                    |
| Transportwesen und Lagerung                   | 03,31                | +0,47                    | +20,92                    |
| Andere 1                                      | 30,57                | −0,49                    | 0+2,05                    |

### Staatshaushalt
Der Staatshaushalt umfasste 2016 Ausgaben von umgerechnet 83,9 Mrd. US-Dollar, dem standen Einnahmen von umgerechnet 80,8 Mrd. US-Dollar gegenüber. Daraus ergibt sich ein Haushaltsdefizit in Höhe von 0,6 % des BIP. Die Staatsverschuldung betrug 2016 187,1 Mrd. US-Dollar oder 35,4 % des BIP.
Der Entwurf für den Staatshaushalt 2018 vom August 2017 sah Ausgaben von 1,985 Billionen NT$ (65,49 Milliarden US$) und Einnahmen von 1,8904 Billionen NT$ (62,37 Mrd. US$) vor.
| Ausgabenbereich                  | NT$        | in %   |
| -------------------------------- | ---------- | ------ |
| Sozialausgaben                   | 490,2 Mrd. | 24,7 % |
| Bildung, Wissenschaft und Kultur | 402,0 Mrd. | 20,3 % |
| Verteidigung                     | 320,0 Mrd. | 16,1 % |
| Wirtschaftliche Entwicklung      | 245,4 Mrd. | 12,4 % |
| Verwaltungsausgaben              | 188,7 Mrd. | 09,5 % |

### Energiewirtschaft

#### Elektrizitätsversorgung

Energieerzeugung in Taiwan nach Sektoren. Der Anteil regenerativer Energien ist bisher gering (2018: erneuerbare Energien + Wasserkraft zusammen ca. 6 %).

Im Jahre 2011 lag Taiwan bzgl. der jährlichen Erzeugung mit 235 Mrd. kWh an Stelle 19 und bzgl. der installierten Leistung mit 48.480 MW an Stelle 20 in der Welt.
Die installierte Leistung aller Kraftwerke in Taiwan betrug 2014 41.181 MW, davon entfielen auf den staatlichen Stromversorger Taipower 31.968 MW und der Rest auf unabhängige Stromerzeuger. Der Kraftwerkspark von Taipower besteht aus Gaskraftwerken (10.607 MW bzw. 25,8 %), Kohlekraftwerken (8.200 MW bzw. 19,9 %), Kernkraftwerken (5.144 MW bzw. 12,5 %), Ölkraftwerken (3.325 MW bzw. 8,1 %), Pumpspeicherkraftwerken (2.602 MW bzw. 6,3 %) sowie aus erneuerbaren Energien (2.089 MW bzw. 5,1 %). Die installierte Leistung der unabhängigen Stromerzeuger lag bei 9.214 MW (22,4 %) und besteht überwiegend aus Kohle- und Gaskraftwerken.
2014 wurden durch Taipower 164,194 Mrd. kWh produziert, davon durch Kohlekraftwerke 60,424 Mrd. (28,3 %), durch Gaskraftwerke 50,243 Mrd. (23,5 %), durch Kernkraftwerke 40,079 Mrd. (18,8 %), durch Pumpspeicherkraftwerke 3,174 Mrd. (1,5 %), durch Ölkraftwerke 4,970 Mrd. (2,3 %) und durch erneuerbare Energien 5,304 Mrd. (2,5 %). Durch die unabhängigen Stromerzeuger wurden weitere 49,235 Mrd. kWh (23,1 %) erzeugt.
Die Zukunft der Kernkraftwerke in Taiwan ist ungewiss. Das im Bau befindliche Kernkraftwerk Lungmen wurde am 1. Juli 2015 für die nächsten drei Jahre stillgelegt, bis eine Volksabstimmung über die Zukunft des Kraftwerks durchgeführt wird. Die drei anderen Kernkraftwerke sollen nach Planungen der Regierung zwischen 2018 und 2025 vom Netz gehen. Dies dürfte die bereits angespannte Situation bei der Stromversorgung noch weiter verschärfen und auch Stromabschaltungen sind in den Monaten des Spitzenverbrauchs nicht mehr auszuschließen. In einem Referendum am 24. November 2018 sprach sich eine Mehrheit der Abstimmenden allerdings gegen den von der DPP-Regierung anvisierten Ausstieg aus der Atomenergie im Jahr 2025 aus.
Laut Wirtschaftsministerium liegen die Kosten je kWh Strom bei 0,72 NT$ (0,02 USD) für die drei bestehenden Kernkraftwerke, 2 NT$ je kWh für Lungmen und 3,8 NT$ je kWh für Gaskraftwerke.
Die Elektrizität wurde 2023 zu 42,21 % durch Kohle, zu 39,54 % aus Erdgas, 1,34 % aus Öl, zu 6,31 % nuklear und 9,52 % aus erneuerbaren Ressourcen erzeugt. Solarenergie machte mit 4,57 % knapp die Hälfte davon aus. Taiwan betrieb zeitweise sechs Kernreaktoren, zum 17. Mai 2025 vollzog es seinen Atomausstieg.

#### Energieherkunft
Öl und Gas für Transportmittel und zur Stromgewinnung müssen importiert werden, was die Wirtschaft Taiwans von konjunkturellen Schwankungen auf dem Energiemarkt abhängig macht. Im Jahr 2023 wurden 96,19 % der Gesamtenergie Taiwans importiert.
2008 war Taiwan zu 99,23 % von importierter Energie abhängig. Der Wert dieser Energieimporte betrug 56,2 Mrd. USD. 2013 importierte Taiwan 65,9 Mio. t Kohle, wovon 45,5 Mio. t zur Stromerzeugung verwendet wurden.
Mittlerweile wurden schon einige Windkraftwerke von deutschen und amerikanischen Firmen installiert, auch die Solarenergie wird immer interessanter für taiwanische Firmen, zumal die Technologie der erneuerbaren Energien ein mögliches Exportprodukt für die Insel ist.

#### Klimaschutz
Die Regierung Taiwans kündigte 2007 eine verbindliche Politik zur Reduktion des Treibhausgasausstoßes von Taiwan an. Nach ersten Angaben des stellvertretenden Premierministers Qiu Yiren sollte dabei bis zum Jahr 2025 das Niveau des CO2-Ausstoßes von 2000 erreicht werden. Im Jahre 2000 hat Taiwan 221 Millionen Tonnen CO2 ausgestoßen, bereits im Jahr 2005 hat sich dieser Ausstoß um 25 % auf 276 Millionen Tonnen erhöht und damit das deutsche pro-Kopf-Niveau überschritten.

## Infrastruktur

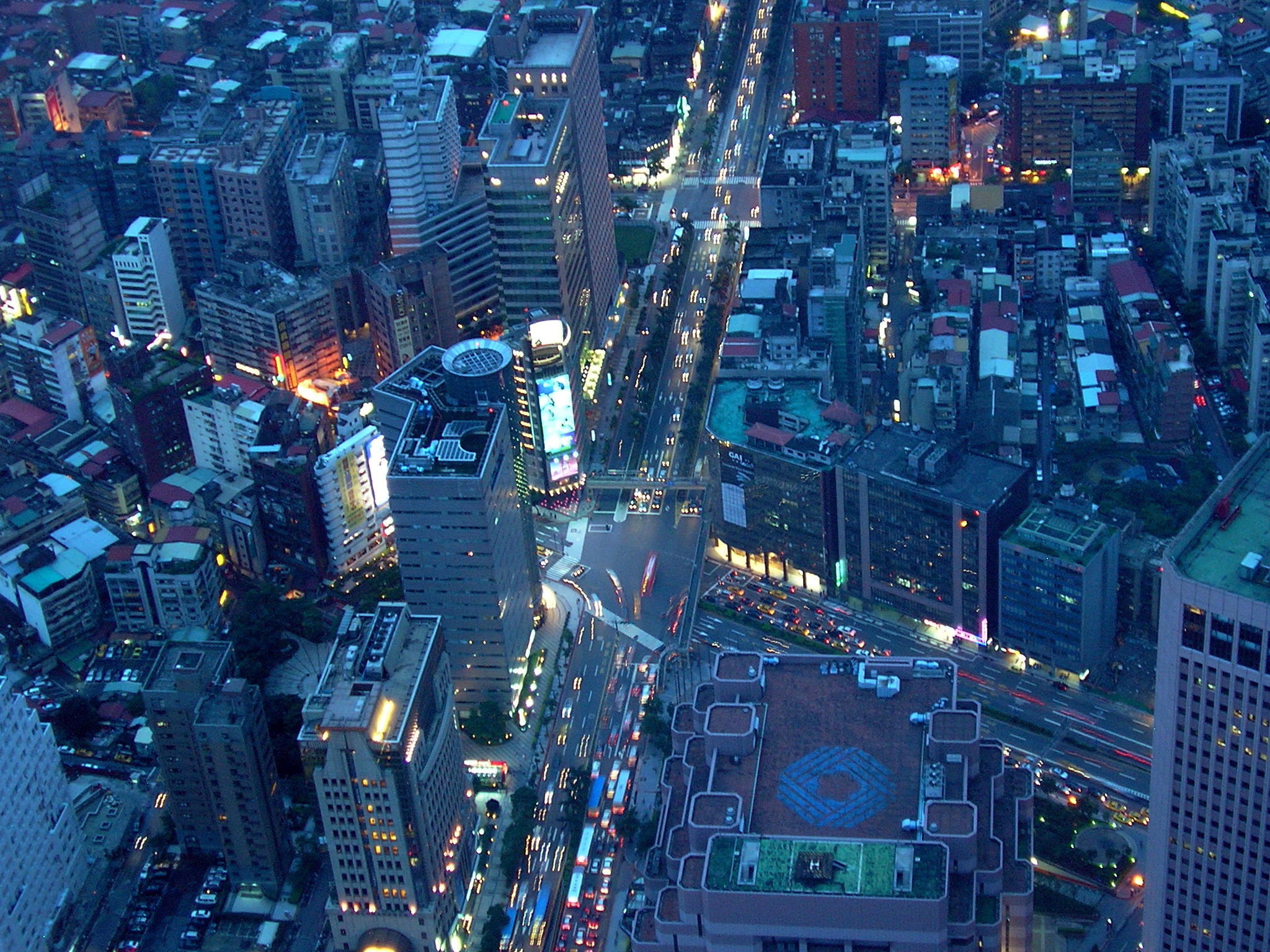
Straßenverkehr in Taipeh

### Verkehr
Ein Netz moderner Autobahnen verbindet die Ballungszentren miteinander. Ein Hochgeschwindigkeitszug zur Verbindung der großen Städte absolvierte am 11. Juni 2005 seine erste Testfahrt. Der Betriebsstart wurde mehrmals verschoben. Seit dem 5. Januar 2007 verkehren die Züge zwischen Taipeh über 345 Kilometer ins südliche Kaohsiung. Eine Ringstrecke der Eisenbahn verläuft rund um die Insel, da eine Durchquerung der hohen Berge zu kostenintensiv wäre und die Ostküste relativ dünn besiedelt ist. Die größeren Städte verfügen meist über Flughäfen.

#### Straßen
Taiwan verfügt über insgesamt 38.197 Kilometer befestigte Straßen (Stand 2005). Das Autobahnnetz umfasst 989 Kilometer Nationale Autobahnen (Stand 2009). Darüber hinaus sind 4680 Straßenkilometer als Provinz-Schnellstraßen ausgewiesen. Das Netz an Hauptstraßen auf dem Lande umfasst 20.947 Kilometer. In den städtischen Ballungsräumen liegen 16.395 Kilometer Straßen.

Autobahnschild „Nationalstraße 1“, die Form symbolisiert eine Pflaumenblüte, die nationale Blüte Taiwans (siehe auch Die Pflaumenblüte#Geschichte)

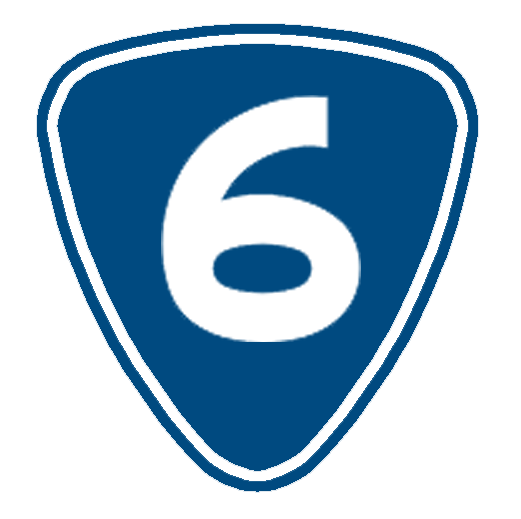
Schild „Provinz-Schnellstraße 6“

Die längsten und wichtigsten Fernstraßen sind die Autobahnen 1 und 3, die parallel von Keelung im Nordosten über Taipeh durch das dicht besiedelte Flach- und Hügelland Westtaiwans bis Kaohsiung bzw. Donggang im Südwesten der Insel verlaufen. Die übrigen Autobahnen haben nur regionale Bedeutung. Die Autobahnen 2 und 5 verbinden Taipeh mit dem Flughafen Taiwan Taoyuan bzw. mit dem Landkreis Yilan, die Autobahn 6 stellt eine Verbindung zwischen der westlichen Küstenebene und Puli in Zentraltaiwan her. Die Autobahnen 4, 8 und 10 befinden sich in den Ballungsräumen der Städte Taichung, Tainan bzw. Kaohsiung.
Das Straßensystem ist nach der Größe der Straßen geordnet. Die großen Straßen heißen „Lù“ (路). Deren Hausnummern sind auf der einen Seite mit geraden Nummern und auf der anderen mit ungeraden. Sogenannte Alleen (街,  Jiē) haben keine Extranamen, sondern werden nach der Eckhausnummer der „Lù“-Straße benannt. So wird 光復路22街,  (Guāngfù-Lù 22-Jiē) an dem Eckhaus mit der Nummer „22“ beginnen. Genauso verhält es sich mit „Xiàng“ (巷), die an „Jiē“-Alleen anschließen. Zusätzlich werden „Lù“-Straßen in Abschnitte (段,  Duàn) unterteilt. Eine vollständige Adresse kann somit 光復路3段22街4巷113號,  (Guāngfù-Lù 3-Duàn 22-Jiē 4-Xiàng 113-Háo) lauten. Diese Person wohnt im 3. Abschnitt der Guāngfù-Straße, in der 22. 街-Allee, deren 4. 巷-Allee im Haus mit der Nummer 113.

#### Schienenverkehr
Die Schienennetze des Landes haben eine Gesamtlänge von 1.841 Kilometern (2007). Alle Bahnstrecken befinden sich auf der Insel Taiwan, auf den kleineren zur Republik China gehörenden Inseln gibt es keine Eisenbahnen.
Die Taiwanische Eisenbahn 臺灣鐵路 (Taiwan Railway, TR) verwaltet ein 1.097 Kilometer langes konventionelles Eisenbahnnetz mit 1067 Millimeter Spurweite. Seit 2007 ist darüber hinaus eine 345 Kilometer lange Hochgeschwindigkeitsstrecke in Normalspur zwischen Taipeh und Kaohsiung in Betrieb. In den Städten Taipeh und Kaohsiung gibt es Metrosysteme.
Die 86 Kilometer lange Alishan-Waldbahn sowie die Zuckerbahnen in Taiwan sind Schmalspurbahnen mit einer Spurweite von 762 Millimetern, die ursprünglich zum Gütertransport angelegt wurden und heute vorwiegend touristisch genutzt werden.
Im Bereich der Häfen Kaohsiung, Keelung, Taichung und Hualien gibt es ausschließlich für den Güterverkehr genutzte Bahnstrecken.
Konventionelle Eisenbahn

Konventionelles Eisenbahnnetz Taiwans (Stand: Dezember 2016)

Das konventionelle Eisenbahnnetz Taiwans besteht größtenteils aus einer rund um die Insel führenden Ringstrecke. Diese ist unterteilt in sechs Teilabschnitte.
Die „Längslinie“ oder „Westliche Linie“ (西部幹線,  Xībùgàn Xiàn) führt von Keelung im Nordosten über Taipeh, Hsinchu, Changhua, Chiayi und Tainan nach Kaohsiung. Daran schließen sich die „Pingtung-Linie“ (屏東線,  Píngdōng Xiàn) über Pingtung nach Fangliao und die „Südverbindungslinie“ (南迴線,  Nánhuí Xiàn) weiter nach Taitung an. Die „Östliche Linie“ (東部幹線,  Dōngbùgàn Xiàn) zwischen Keelung und Taitung gliedert sich in drei Teilabschnitte, „Yilan-Linie“ (宜蘭線,  Yílán Xiàn) im nördlichen Teil zwischen Keelung und Su’ao, die „Nordverbindungslinie“ (北迴線,  Běihuí Xiàn) im mittleren Teil zwischen Su’ao und Hualien sowie die „Taitung-Linie“ (台東線,  Táidōng Xiàn) im südlichen Teil zwischen Hualien und Taitung.
Zwischen Zhunan im Landkreis Miaoli und Changhua gabelt sich die westliche Linie in zwei parallele Teilstrecken. Während die Hauptlinie (die „Küstenlinie“) durch die Küstenebene westlich an Taichung vorbeiführt, verläuft östlich davon durch das Taichung-Becken die „Taichung-Linie“ (台中線,  Táizhōngxiàn) oder „Berglinie“, die eine Anbindung der Stadt Taichung herstellt.
Von der Ringstrecke zweigen vier Nebenstrecken ab, die Linkou-Linie in Taoyuan, die Neiwan-Linie im Landkreis Hsinchu, die Jiji-Linie in den Landkreisen Changhua und Nantou sowie die Pingxi-Linie in Neu-Taipeh.
Hochgeschwindigkeitszüge

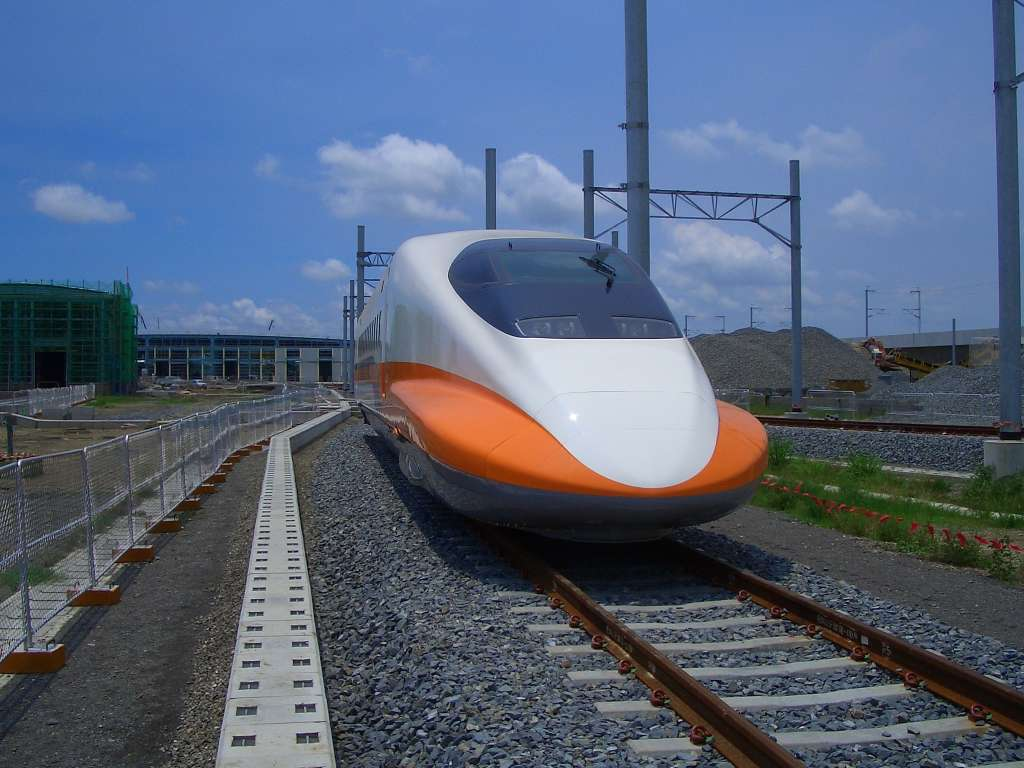
Taiwan High Speed Rail 700T Series Shinkansen, Zug in Kaohsiung

Die Taiwan High Speed Rail (THSR) verbindet den größten Ballungsraum Taiwans um Taipeh im Norden mit der bedeutenden Hafenstadt Kaohsiung im Südwesten. Der reguläre Betrieb auf der 350 Kilometer langen Strecke startete am 5. Januar 2007. Die Fahrzeit beträgt etwa 90 Minuten bzw. zwei Stunden (wenn an allen Stationen gehalten wird) anstelle von vier Stunden mit der konventionellen Eisenbahn.
Stadtbahn und U-Bahn

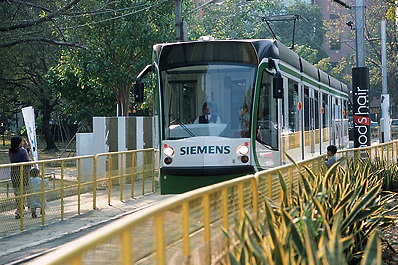
Stadtbahn Kaohsiung auf einer Teststrecke am „Central Park“

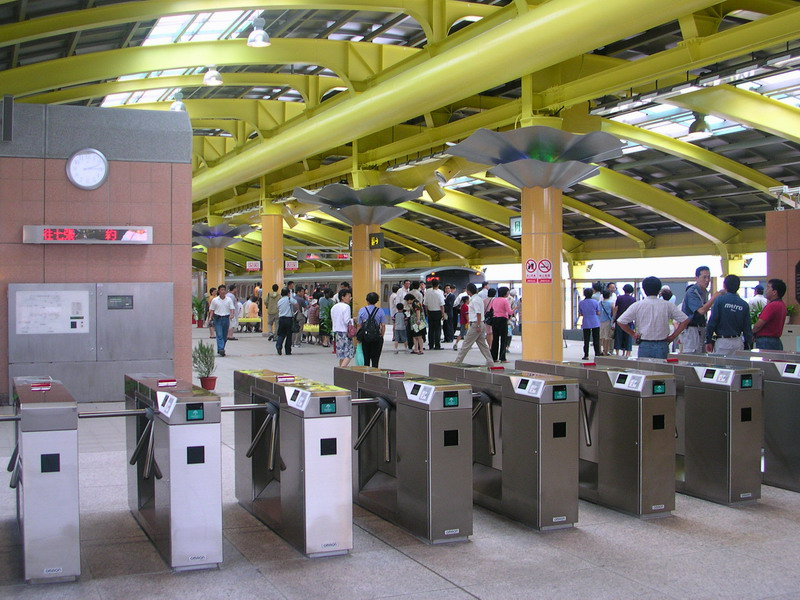
Haltestelle Xiaobitan der MRT in Taipeh

Mit der zunehmenden Verstädterung Taiwans wurde seit den 1990er-Jahren in den größten Ballungsräumen mit dem Bau von U-Bahn-Systemen begonnen:
- Taipei Rapid Transit System (台北大眾捷運系統,  Táiběi Dàzhòng Jiéyùn Xìtǒng), auch MRT (MetroTaipei): Das als U-Bahn sowie auf einer Strecke als Hochbahn im VAL-System durch die Hauptstadt Taipeh verlaufende System wurde 1996 eröffnet und wird ständig weiter ausgebaut.
- Kaohsiung Mass Rapid Transit (高雄捷運系統,  Gāoxióng Jiéyùn Xìtǒng): Das aus zwei Linien bestehende U-Bahn-System wurde 2008 in Betrieb genommen. Im Innenstadtbereich soll es durch eine Stadtbahn ergänzt werden.
- Taoyuan Metro: am 2. März 2017 wurde das Taiwan Taoyuan International Airport Access MRT System (臺灣桃園國際機場聯外捷運系統,  Táiwān Táoyuán Jīchǎngliánwài Jiéyùn Xìtǒng) als erste von geplanten fünf Linien in Betrieb genommen. Die Linie verbindet den internationalen Flughafen Taiwan Taoyuan mit der Station Taoyuan der Taiwan High Speed Rail sowie dem Hauptbahnhof Taipeh.
- Taichung Metropolitan Area MRT System (台中捷運,  Táizhōng Jiéyùn): Das Projekt wurde 2004 beschlossen. Die Eröffnung der seit 2009 im Bau befindlichen ersten Linie ist für 2018 geplant.

#### Lufttransport

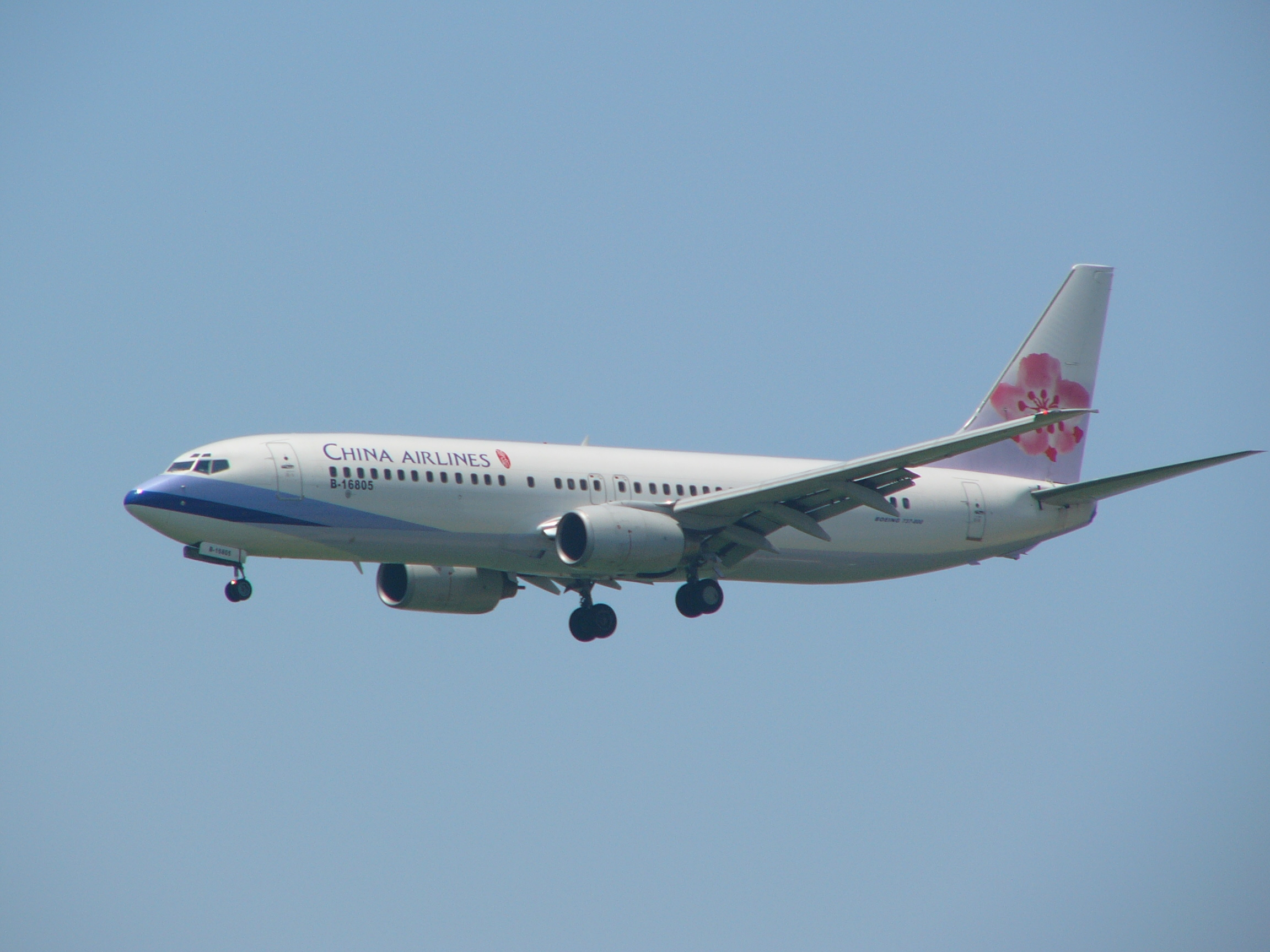
China Airlines

Die Republik China verfügte im Jahr 2017 über vier internationale und mehrere Inlandsflughäfen mit ziviler Nutzung. Der wichtigste ist der etwa 30 km westlich von Taipeh gelegene internationale Flughafen Taiwan Taoyuan. Der bis 2006 nach Chiang Kai-shek benannte Flughafen ist das Hauptdrehkreuz der beiden internationalen Fluggesellschaften Taiwans, der staatlichen China Airlines und der privaten EVA Air. Die meisten Auslandsflüge starten und landen dort, unter anderem bietet China Airlines eine fast tägliche Verbindung nach Frankfurt, EVA Air fliegt täglich nach Wien und vier Mal die Woche nach München. Seit 2008 gibt es auch Direktflüge von China Airlines und Air China nach Festlandchina, unter anderem nach Peking und Shanghai.
Weitere internationale Flughäfen Taiwans sind der Flughafen Kaohsiung, der Flughafen Taichung sowie der im Stadtgebiet von Taipeh gelegene Flughafen Songshan. Die Inlandsflughäfen mit den längsten Start- und Landebahnen (über 3047 Meter) sind Tainan und Chiayi. Die Inlandsflughäfen von Kinmen, Magong, Hualien und Taitung haben Landebahnen zwischen 2438 und 3047 Metern, die von Hengchun und Nangan auf Matsu zwischen 1524 und 2437 Metern. Kleinere Flughäfen mit einer Landebahn zwischen 914 und 1252 Metern gibt es in Beigan auf Matsu, Lan Yu, Lü Dao und in Wang’an auf den Pescadoren, der ebenfalls auf den Pescadoren gelegene Flughafen Qimei hat eine noch kürzere Landebahn. Die Bedeutung der Regionalflughäfen auf der Insel Taiwan hat seit der Eröffnung der Hochgeschwindigkeits-Bahnstrecke im Jahr 2007 deutlich abgenommen, da hierdurch die Bahnverbindungen ähnlich schnell wie die Flugverbindungen wurden. Von Bedeutung sind diese kleineren Flughäfen aber weiterhin für die kleinen außenliegenden Inseln.
Insgesamt stehen in der Republik China neun Hubschrauber-Landeplätze (2006) für zivile Nutzung zur Verfügung.

#### Seetransport
| Hafen     | Gesamt      | Einfuhr     | Ausfuhr    |
| --------- | ----------- | ----------- | ---------- |
| Keelung   | 17.464.002  | 13.845.424  | 3.618.578  |
| Taichung  | 75.348.241  | 67.061.016  | 8.287.225  |
| Kaohsiung | 116.070.972 | 81.425.957  | 34.645.015 |
| Hualien   | 8.665.814   | 2.797.943   | 5.867.871  |
| Taipeh    | 23.123.334  | 19.656.675  | 3.466.659  |
| Su’ao     | 4.191.916   | 3.228.535   | 963.381    |
| Anping    | 1.620.189   | 1.225.109   | 395.080    |
| Zusammen  | 246.484.468 | 189.240.659 | 57.243.809 |

Taiwan hat vier internationale Hauptseehäfen. Der größte ist der Hafen Kaohsiung im Südwesten am Südchinesischen Meer, die weiteren in Keelung im Norden am Ostchinesischen Meer, in Taichung im Westen an der Formosastraße sowie in Hualien im Osten am Pazifik. Weitere wichtige Hafenorte sind Budai, Su’ao, Magong, Kinmen und Matsu.
Die Handelsmarine besitzt 235 Schiffe (um die 1.000 Bruttoregistertonnen) mit totalen 3.827.173 GRT / 6.121.877 Bruttotragfähigkeit (2003), davon sind unter anderem 35 Massengut-Transporter, 108 Containerschiffe, 20 Öltanker und 38 Passagierschiffe.
Im Jahr 2017 wurden über die taiwanischen Häfen 246 Millionen Tonnen Güter umgeschlagen, die auf 38.198 Schiffen transportiert wurden. Darunter befanden sich 14,91 Millionen TEUs. Außerdem wurden 1,43 Millionen Passagiere (davon 980.000 international) transportiert.

#### Pipelines
Auf Taiwan gibt es zwei große Pipeline-Netzwerke. Das Netz für Erdöl hat eine Gesamtlänge von 3.400 Kilometer, das für Erdgas eine Gesamtlänge von 1.800 Kilometer (1999). Eine zweite in Planung befindliche Erdgas-Pipeline soll 2028 fertiggestellt sein.

### Einkaufsmöglichkeiten
Wichtig in Taiwan sind die zahlreichen Convenience Shops, vor allem 7-Eleven, FamilyMart und „HI-Life“. Diese Läden haben eine große Bedeutung für die Infrastruktur, weil viele tägliche Einkäufe hier vorgenommen werden und sie 24 Stunden an jedem Tag der Woche geöffnet haben. Nebenbei können hier Prepaid-Karten gekauft, Steuern, Strom- und Gasrechnungen bezahlt und Auskünfte erhalten werden. Die Dichte dieser Läden ist in Städten und Dörfern so groß, dass ungefähr alle 500 Meter ein Laden erreichbar ist.
Häufig sind auch Betelnuss-Läden (chinesisch 檳榔店, Pinyin Bīnglangdiàn). An den Landstraßen werden die Nüsse oft an mit Neonröhren versehenen Glas-Pavillons von gut aussehenden Mädchen verkauft. Diese Betelnuss-Mädchen (chinesisch 檳榔西施, Pinyin Bīnglang Xīshī) sind ebenso auffällig wie ihre Läden, da sie oft leicht oder auch nach Visual Kei oder in Schulmädchenuniform gekleidet sind.
Auf den meisten Kassenbons befindet sich eine Registriernummer, mit der die Käufer an einer monatlichen staatlichen Lotterie teilnehmen und bis zu mehrere Millionen NTD gewinnen können. Diese staatliche Lotterie erhöht das Kaufinteresse erheblich, jedoch steckt hinter der Idee der Lotterie eine bessere Erfassung der Umsatzsteuer.
Besonders wichtig sind die Nachtmärkte in Taiwan, die in jeder Stadt mehrfach bestehen und auf denen stadtspezifische Spezialitäten verkauft werden. Diese haben jedoch immer stärkere Konkurrenz durch Kaufhäuser wie das japanische Sogō, Supermärkte oder den taiwanischen „RT-Mart“.

### Entsorgung
Die Müllabfuhr in Taiwan trennt die Abfälle während der Sammlung. Dabei fährt hinter einem weißen Müllwagen für den Trennmüll ein gelber Müllwagen, der den Restmüll annimmt. Die Mitarbeiter der Müllabfuhr leeren die Mülltonnen nicht eigenständig, sondern lassen sich den Müll von den Bewohnern anreichen. Sie prüfen den Müll erst streng, bevor sie ihn annehmen. Ausnahmen bilden sogenannte „Wohngemeinden“, in denen mehrere Hochhäuser stehen, bei denen der Torwächter sich um den Müll kümmert. Die gelben Müllwagen spielen während der Müllannahme Erkennungsmelodien: „Das Gebet einer Jungfrau“ von Tekla Bądarzewska oder Für Elise. Da die Müllabfuhr mehrmals täglich zu unterschiedlichen Zeiten fährt, wurden diese Melodien eingeführt. Das System wurde am 1. Januar 2006 etabliert und seitdem sind z. B. in Taipeh 380 Müllwagen unterwegs. Dieses neuartige Abfallsystem kostet im Jahr um die 500 Mio. NTD.

## Kultur und Wissenschaft

### Kultur
Die heutige taiwanische Kultur speist sich aus einer Reihe verschiedener traditioneller und moderner Einflüsse.
Die Kultur der Ureinwohner Taiwans wurde im Zuge chinesischer Einwanderung seit dem 17. Jahrhundert schrittweise verdrängt, in jüngerer Zeit bemüht man sich um die Bewahrung bzw. Wiederbelebung der indigenen Kulturen und Sprachen. Mit den chinesischen Einwanderern kamen auch chinesische Sprachen (vor allem Minnan und Hakka) und chinesische Kultur nach Taiwan, darunter Weltanschauungen und Religionen wie der Konfuzianismus, Daoismus und Buddhismus. Im Zuge ausländischer Mission sind inzwischen auch christliche Konfessionen in Taiwan verbreitet.

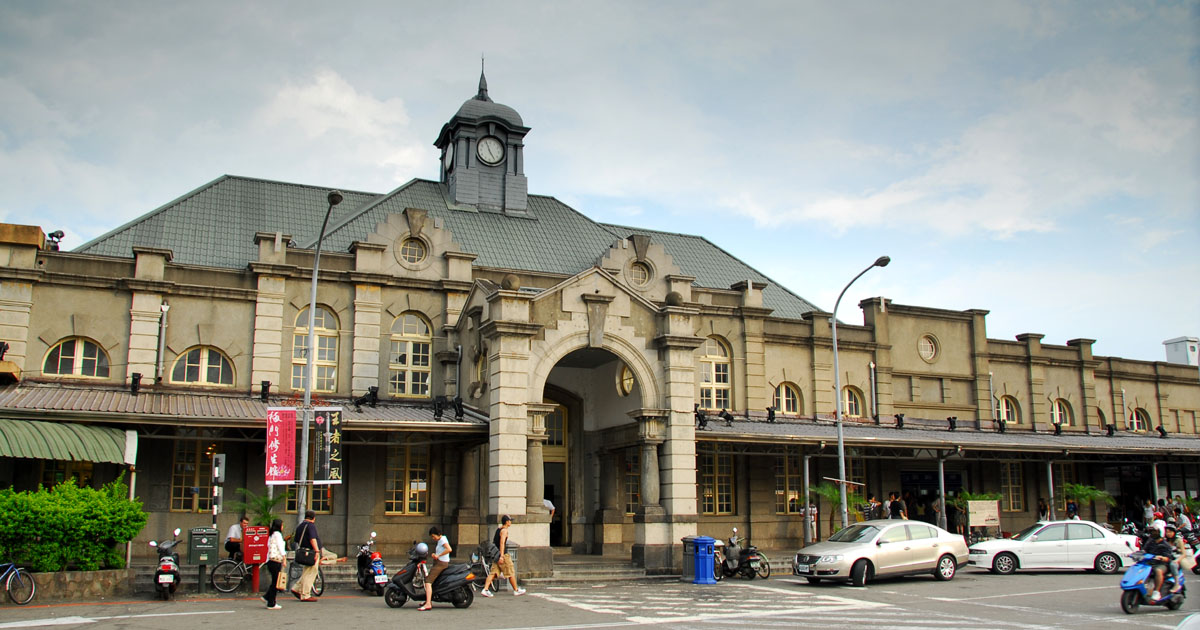
Bahnhof in Hsinchu, der während der japanischen Okkupation errichtet wurde.

Während der japanischen Okkupation wurden Schwerpunkte in der Erziehung und Wirtschaft gesetzt, die die Gesellschaft stark beeinflussten. Der wirtschaftliche Aufschwung und die Erziehung in japanischer Sprache und Kultur trugen dazu bei, dass sich viele Taiwaner als Japaner fühlten, was sich schon in ihrem japanischen Pass manifestierte. Die Japaner brachten auch als erste den jetzt sehr beliebten Sport Baseball nach Taiwan. Es gab sowohl in Grundschulen als auch in öffentlichen Schulen Baseballteams, deren Entwicklung ihren Höhepunkt im Kagi Nourin Baseball-Team (Landwirtschafts- und Forstschule) fand, als die Mannschaft den zweiten Platz im japanischen Koushien Daisai (Nationale Baseballspiele der weiterführenden Schulen) belegte. Auch heute ist Japanisch die zweitbeliebteste Sprache und viele Taiwaner der Großeltern-Generation sprechen immer noch Japanisch besser als Mandarin.

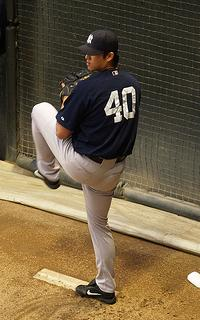
Wang Chien-ming

 Auch im Alltag sind Japans Einflüsse erkennbar, wo oft ganze Häuser oder wenigstens Zimmereinrichtungen im japanischen Stil gebaut sind. Auch werden japanische Produkte gerne als qualitativ besser eingeschätzt und japanische Waschmaschinen sind wesentlich öfter als westliche anzutreffen (optisch ist beispielsweise die Öffnung oben und nicht vorne).
Nach der Flucht der Kuomintang nach Taiwan 1949 nahm die Regierung eine umfassende Re-Sinisierung Taiwans in Angriff. Hierzu gehörten die Verbreitung chinesischer Kultur und des Mandarin als alleiniger Amtssprache sowie gleichzeitig repressive Maßnahmen gegen japanische Sprache und Kultur, aber auch gegen lokale Sprachen, die z. B. in den Schulen verboten wurden. Ein sichtbares Ergebnis dieser Politik ist die heutige Dominanz des Mandarin im öffentlichen Raum.
Durch die lange Zeit andauernde Verbindung mit den USA wurde Taiwan nach dem Zweiten Weltkrieg auch durch amerikanische Kultur und amerikanischen Lebensstil beeinflusst. Amerikanische Autos wurden importiert, Kultgetränke wie Coca-Cola und Miller-Bier traten auf und Englisch fand immer mehr Einzug in der Werbung und vor allem in der Wirtschaft. Als Weltsprache wird Englisch heute ab der Grundschule gelernt. Ein beliebtes Prinzip im Sprachunterricht ist, dass eine taiwanische Lehrerin für das Grundwissen und ein Englisch-Muttersprachler (meist Amerikaner) für den reinen Englischunterricht zuständig ist. Auch ist die Amerikanisierung im Baseball erkennbar. Zwar wurde er anfangs von den Japanern auf die Insel gebracht und war mit Japan verbunden, ist jedoch mehr und mehr an Amerika ausgerichtet. Ein herausragendes Beispiel ist die Popularität des Baseball-Idols Wang Chien-ming.
Seit der Demokratisierung Taiwans ist neben der Tendenz zur offenen pluralistischen Gesellschaft auch eine starke Lokalisierungsbewegung zu beobachten, deren Vertreter sich auf die lokale taiwanische Kultur besinnen. Die Betonung der taiwanischen Identität geht hierbei häufig mit einer Ablehnung der früheren, als verordnet empfundenen Sinisierung sowie mit einer politisch beeinflussten Abgrenzung zur Volksrepublik China einher.

#### Theater
Der wesentliche Unterschied zwischen chinesischem Theater und westlichem Theater ist die Relevanz der Musik, die einen weitaus größeren Teil einnimmt und im Westen mehr der Oper zugeordnet wird. Die chinesische Oper (chinesisch 戲曲 / 戏曲, Pinyin Xìqǔ) ist sehr nah mit der taiwanischen Oper verwandt und integraler Teil dieser. Die Dialoge werden in Mandarin oder Taiwanisch gehalten. Die Akteure kleiden sich in farbenprächtige Gewänder mit großen Masken. Einige Opern bieten eine englische Transkription auf einem Bildschirm nahe der Bühne an, jedoch werden die Opern im Original gehalten. Thematisch handelt es sich meist um Volkslegenden und Mythen, auf deren Grundlage soziale, politische und spirituelle Aspekte dargestellt werden, früher oft auch mit großem Aktualitätsgehalt. Die chinesische Oper datiert bis in die Tang-Dynastie zurück, als Kaiser Xuanzong (712–755) den Birnengarten (chinesisch 梨園, Pinyin Líyuán) gründete, die erste berühmte Operntruppe in China, die hauptsächlich zu des Kaisers eigenem Amüsement aufzutreten pflegte. Auf sie geht die heute noch für Schauspieler gebräuchliche Bezeichnung „Schüler des Birnengartens“ (chinesisch 梨園子弟, Pinyin Líyuán zǐdì) zurück.

#### Kino
Die Geschichte des chinesischsprachigen Films verläuft in drei unterschiedlichen Entwicklungslinien: dem Film in China, dem Film in Hongkong und dem Film in Taiwan. Der Film in Taiwan bildet neben dem vom Unterhaltungskino dominierten Film in Hongkong und dem staatlichen Reglementierungen unterworfenen Film in China eine eigenständige Filmkultur.
Taiwans bekanntester Regisseur ist Ang Lee, der Gefahr und Begierde drehte, welches als offizieller taiwanischer Beitrag zur Nominierung um den besten fremdsprachigen Film bei der Oscarverleihung 2008 ausgewählt wurde, aber nicht in die Endauswahl kam. Weitere Werke sind unter anderem Das Hochzeitsbankett und Eat Drink Man Woman. Der rote Faden durch viele Filme ist der Bruch zwischen Kindern und Eltern oder Taiwanern mit ihrer chinesischen Kultur. Die Schauspielerin Sylvia Chang spielte in Ang Lees Filmen sowie einigen Hong Kong-Produktionen mit. Ein weiterer Regisseur ist Hou Hsiao-Hsien, ein auf dem Festland geborener Chinese, dessen Familie mit der Kuomintang nach Taiwan floh. Sein erstes medienwirksames Werk war Eine Stadt der Traurigkeit, welches sich mit dem Zwischenfall vom 28. Februar 1947 beschäftigt. Weitere Filme sind Der Sandwichmann (The Sandwich Man), Liebe, Wind, Staub (Dust in the Wind) und Guter Mann, Gute Frau (Good Men, Good Women).

#### Musik
Zunehmend wird die traditionelle chinesische Musik durch moderne Popmusik verdrängt. Traditionelle Saiteninstrumente wie die Zupflaute (Yueqin) und die Zither (Qin), die Mundorgel (Bawu), die Querflöte (Dizi), die Gefäßflöte (Xun), das Lithophon (Bianqing) oder die bekannten Gongs werden immer seltener gespielt. Vereinzelt kommt es zu Verbindungen zwischen Tradition und Moderne: So fließen Elemente des traditionellen Tanzes und der Popmusik beispielsweise im San-Taizi-Techno-Tanz zusammen.

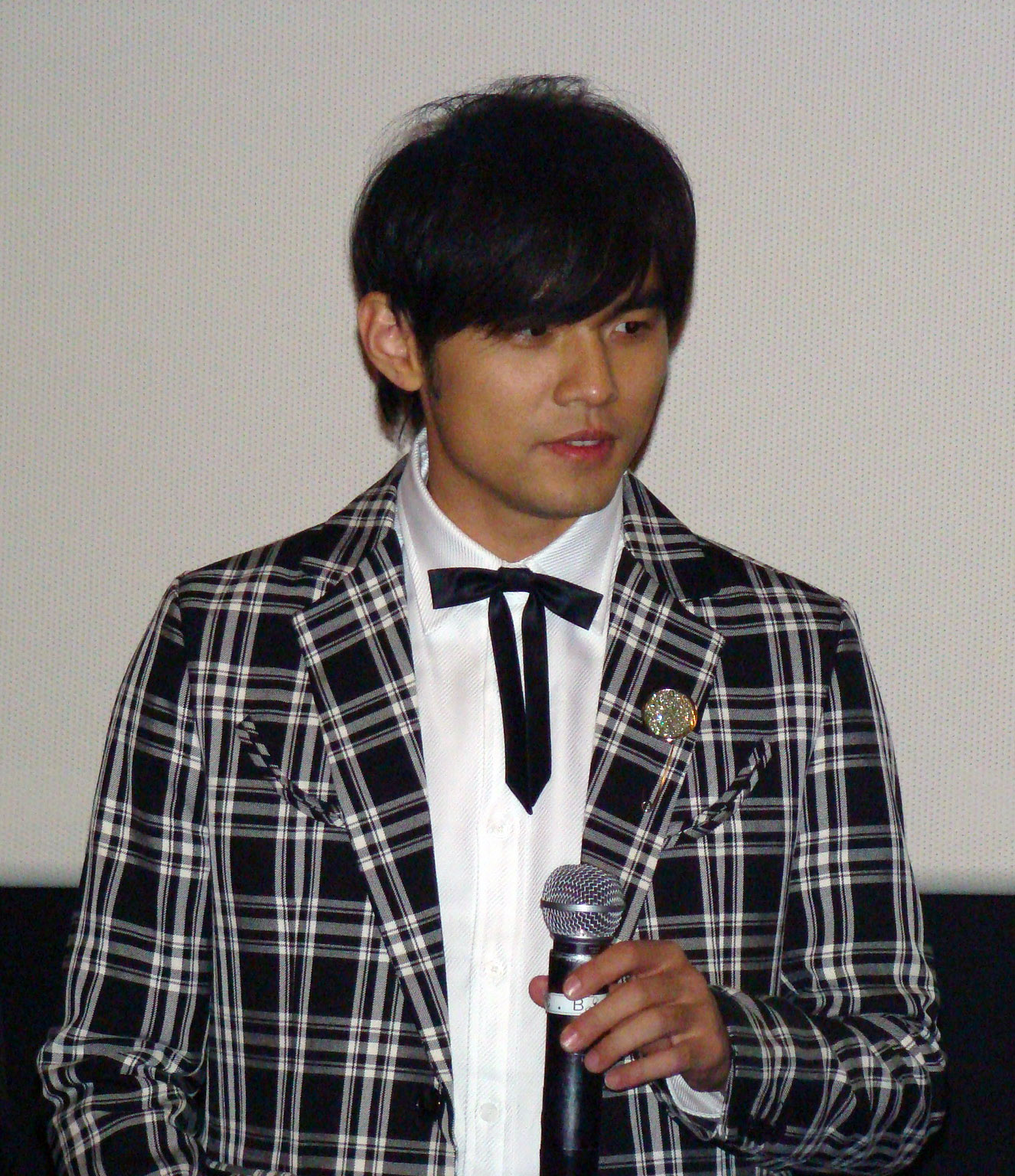
Jay Chou 2008

Die Musik von in Asien bekannten Musikern Taiwans ist mehr Softpop und balladenartig. Von der Rockmusik beeinflusste Popkünstler lassen diese Tendenzen nur auf einigen Liedern eines Albums publizieren. Bis zur Aufhebung des Kriegsrechtes waren taiwanische Liedtexte in den Medien verboten. Nicht alle Künstler stammen aus Taiwan, einige von ihnen kommen vom Festland oder aus Hongkong.

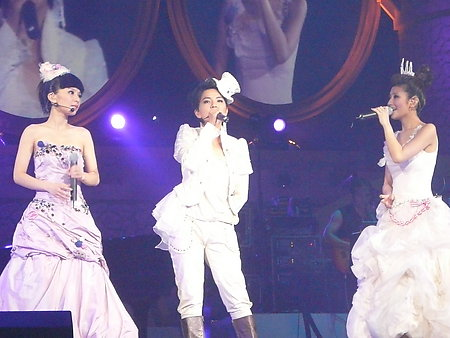
S. H. E 2006 in Hongkong

Eine der berühmtesten Sängerinnen Taiwans war Teresa Teng (1953–1995), eine weitere ist Sherry Chang (chinesisch 張惠妹, Pinyin Zhāng Huì-mèi), besser bekannt als A-Mei. Sie sang anfangs oft mit ihrer jüngeren Schwester Saya und ihrer Cousine Raya im Trio Amei-mei (chinesisch 阿妹妹, Pinyin Āmèi-mèi – „Ameis jüngere Schwester“). Die Pop-Girlband „S.H.E“ ist im ostasiatischen Raum erfolgreich. Im ganzen chinesischen Sprachraum bekannt ist der 1979 geborene Sänger Jay Chou.
Auch Rockmusik erfreut sich einer gewissen Beliebtheit. Die Band Power Station besteht aus zwei Brüdern des Paiwan-Stamms. International bekannt ist die Extreme-Metal-Band Chthonic, die auch regelmäßig beim Wacken Open Air auftrat.
Nicht nur von der chinesischen, auch von der Musik der Ureinwohner wurde der taiwanische Musikmarkt beeinflusst. Aus der Situation heraus, wirtschaftlich und kulturell langsam verdrängt zu werden, verkauften die Ureinwohner Kunst, Handwerk und Musik. Ihre Musik ist mit ihren speziellen Tänzen verknüpft, welche sie eher in Touristenshows als auf persönlichen Festen aufführen.
Auch die klassische (abendländische) Musik wird in Taiwan sehr geschätzt und an vielen Universitäten unterrichtet. Führende Institution ist heute die National Taiwan University of the Arts, die international viele Kooperationen mit anderen Universitäten eingegangen ist. Zwei Komponisten haben das klassische Musikleben der letzten Jahrzehnte in Taiwan entschieden beeinflusst: Chen Mao-Shuen (* 1936) und Ma Shuei-Long (* 1939). Als Kompositionsprofessor und Leiter der Musikabteilung der Shida University in Taipei erstellte Chen Mao-Shuen umfangreiche Lehrbücher für Harmonielehre, Tonsatz, Gehörbildung und Rhythmus, die den Grundstein für eine taiwanische Schule bilden, wobei sich sein Lehrmaterial an europäischen Schulmodellen orientiert. Auch heute noch werden seine musiktheoretischen Lehrbücher an den meisten Musikinstitutionen verwendet. Darüber hinaus verfasste er viele Kompositionen sowohl als Kunstmusik als auch als pädagogische Lehrstücke wie etwa die Klaviersonatinen. Das Komponieren für pädagogische Zwecke stellt eine Anknüpfung an abendländische Traditionen dar, die heute in Europa allmählich verloren gehen. Für internationales Aufsehen sorgte der Komponist Ma Shuei-Long mit seinem Werk „Bamboo Flute Concerto“, das westliche und fernöstliche Stilelemente vermischt. 1983 wurde dieses Werk mit der Aufführung unter Mstislav Rostropovich zum internationalen Erfolg.

#### Fotografie
Die frühe Fotografie in Taiwan wird in zwei Perioden unterteilt: die vor-japanische von 1858 bis 1895 und die Zeit der japanischen Einflüsse von 1895 bis 1945 (1945 endete die japanische Besetzung Taiwans). Viele Werke der vor-japanischen Zeit stammen von Händlern und ausländischen Missionaren. Chang Tsai (張才 / 张才), Deng Nan-guang (鄧南光 / 邓南光) und Lee Ming-diao (李鳴鵰 / 李鸣雕) sind gemeinsam bekannt als die „Drei Fechter“ (Three Swordsmen) und gehören zu den bekanntesten taiwanischen Fotografen, die von 1930 bis 1950 aktiv waren. Die moderne Fotografie wurde anfangs sehr von der nationalistischen Regierung geprägt, welche 1945 Besitz von Taiwan ergriff.

### Zeitrechnung und Feiertage
Die offizielle Zählung der Jahre richtet sich in Taiwan nach dem Gründungstag der Republik China am 1. Januar 1912. So wird das Jahr 2011 (nach dem gregorianischen Kalender) im Minguo-Kalender als 100. Jahr der Republik China gezählt. Im Alltag und im Handel ist die westliche Jahreszählung ebenfalls gebräuchlich.
Der Nationalfeiertag ist der Tag der (bürgerlichen) chinesischen Revolution am 10. Oktober, auch „Doppelzehnfest“ genannt. Dieser Tag erinnert an den Aufstand von Wuchang am 10. Oktober 1911, der schließlich zur Gründung der Republik China führte.
Der 1. Januar wird als Gründungstag der Republik China im Jahr 1912 gefeiert. Der 28. Februar erinnert als Friedenstag an den Zwischenfall vom 28. Februar 1947. Der 29. März wird als Tag der Jugend begangen, der 1. Mai als internationaler Tag der Arbeit und ebenso der 8. Mai als internationaler Muttertag. Am 25. Oktober wird der Befreiung von der japanischen Herrschaft am Ende des Zweiten Weltkrieges gedacht. Der 12. November wird als Geburtstag von Sun Yat-sen gefeiert und der 25. Dezember ist der Verfassungstag.
Die folgenden staatlichen Feiertage richten sich nach dem traditionellen Chinesischen Kalender. Am 4., 5. und selten auch am 6. April findet das Qingming-Fest beziehungsweise Totenfest statt.
Zum chinesischen Neujahrsfest im Januar oder Februar, das auch als Frühlingsfest bezeichnet wird, sind etwa vier Tage frei. Im Mai oder Juni findet das traditionelle Drachenbootfest statt und im September oder Oktober das Mondfest.

### Bildung und Wissenschaft
Die Schulbildung beginnt mit sechs Jahren in der Grundschule, darauf folgen drei Jahre Mittelschule und danach drei Jahre Oberschule.
Das moderne, westlich geprägte taiwanische Bildungssystem hat seine Ursprünge in der japanischen Kolonialzeit. Nach der Übergabe der Insel an die Republik China wurde das System in starker Anlehnung an das amerikanische Bildungssystem weiterentwickelt. Die Alphabetisierungsrate lag 2014 bei 98,5 Prozent. Im PISA-Ranking von 2015 erreichen Taiwans Schüler Platz 4 von 72 Ländern in Mathematik, Platz 4 in Naturwissenschaften und Platz 26 beim Leseverständnis. Taiwanische Schüler gehörten damit zu den besten unter allen teilnehmenden Ländern. Kritisiert wird allerdings der hohe Leistungsdruck, der auf den Schülern lastet.
Schulischer Werdegang bis zur Universität:
1. Grundschule (國小,  Guóxiǎo)
2. Junior High School, eigentlich: Mittelschule (國中,  Guózhōng)
3. Senior High School oder Senior Vocational School (高中,  Gāozhōng oder 高職,  Gāozhí)
4. Universität (大學 / 大学,  Dàxué) und Fachhochschule (學院 / 学院,  Xuéyuàn)

Auf das allgemeine Schulwesen folgt die Universitätsbildung. Dort sind neben dem eigentlichen Studienfach noch allgemeinbildende Fächer zu belegen. Nach vier Jahren Universität (Abschluss mit dem BA) kann in zwei bis drei Jahren der Master-Abschluss erworben werden.
Neben der regulären Schule gibt es eine Vielzahl privater Nachhilfeschulen (補習班,  bǔxíbān). Die große Mehrheit der Oberschüler besuchen sie, unter anderem zur Vorbereitung auf die Aufnahmeexamen der Universitäten.

### Medien
Die taiwanische Medienlandschaft ist pluralistisch und es herrschen Presse- und Meinungsfreiheit. Es besteht eine große Vielfalt an Fernseh- und Radiosendern, die in unterschiedlichen Sprachen (vorwiegend Hochchinesisch und Taiwanisch, aber auch Hakka sowie in Sprachen der Ureinwohner Taiwans) senden. Die vier größten Tageszeitungen sind die China Times, Liberty Times, United Daily News und Apple Daily. Das Internet wird nicht zensiert. Auf der weltweiten Rangliste der Pressefreiheit der Organisation Reporter ohne Grenzen belegte Taiwan im Jahr 2017 Platz 45 und damit die beste Platzierung in Ostasien. Für den Auslandsrundfunk ist die öffentlich-rechtliche Rundfunkanstalt Radio Taiwan International (RTI) verantwortlich, deren Programme weltweit in 13 Sprachen, darunter Deutsch, gesendet werden. Neben der Präsenz im Internet werden Sendungen in deutscher Sprache auch auf den Kurzwellenfrequenzen 3995 und 6185 kHz ausgestrahlt.

### Sport
Sport ist ein populäres Hobby. Als Folge des Taiwan-Konflikts treten Nationalmannschaften bei internationalen Wettkämpfen, seit den 1980er Jahren unter dem Namen Chinesisch Taipeh an. Auch bei den Olympischen Spielen tritt Taiwan seit 1984 offiziell unter dem Namen Chinesisch Taipeh an und darf weder seine Flagge zeigen noch seine Nationalhymne spielen.

#### Badminton
Taiwanische Badmintonspieler sind häufig unter den Spitzenspielern in den verschiedenen Disziplinen anzutreffen. Bei der Badminton-Weltmeisterschaft 2011 in London erreichte Cheng Shao-Chieh als erste taiwanische Badmintonspielerin das Finale, unterlag dort aber der Weltranglisten-Zweiten Wang Yihan. Im Viertelfinale konnte sie sich noch gegen die Weltrangliste-Erste Wang Shixian durchsetzen.

#### Baseball
Baseball ist die populärste Sportart. Während der japanischen Kolonialzeit wurde dieser Sport auf Taiwan eingeführt und ist nun der Nationalsport. Die Nationalliga der Republik ist die Chinese Professional Baseball League (CPBL). Deren Finale ist die „Taiwan Series“.
Es gibt einige taiwanische Baseballspieler in Japan und den USA. Ein sehr bekannter von ihnen ist Wang Chien-ming, der aktuell (2017) bei den Kansas City Royals spielt. Der größte Erfolg der taiwanischen Baseball-Nationalmannschaft war der Gewinn der Goldmedaille bei den Asienspielen 2006 in Doha.

#### Basketball
Basketball ist auch eine populäre Sportart und gilt als meistgespielter Sport des Landes. Die taiwanische Basketball-Liga wurde 2003 gegründet und wird „Super Basketball Liga“ (SBL) genannt. Sean Chen (Chen Hsin-An, 陳信安) ist einer der Topspieler, nachdem er bei den Sacramento Kings in den Vorbereitungsspielen 2002 und 2003 zur NBA nicht glänzen konnte.
Der in den USA geborene NBA-Star Jeremy Lin hat taiwanische Wurzeln und bekam deshalb Angebote, für die taiwanische Nationalmannschaft zu spielen, lehnte dies bislang jedoch ab.

#### Radsport
Jährlich im März findet im Rahmen der UCI Asia Tour die Tour de Taiwan (年國際自由車環台賽) statt. Sie wurde 1978 initiiert von King Liu, den Gründer der Giant Sports Foundation. Die Tour wurde von der Union Cycliste Internationale 2005 anerkannt und ist seither integraler Bestandteil der „Taipei Cycle Show“ des „Taiwan External Trade Development Council“.

#### Fußball
Fußball erreichte in Taiwan nie die Beliebtheit von Baseball oder Basketball. Der Fußball wird von der Chinese Taipei Football Association organisiert, die die Taiwanische Fußballnationalmannschaft der Frauen und die Taiwanische Fußballnationalmannschaft der Männer stellt. Die Frauen-Nationalmannschaft nahm an der ersten Weltmeisterschaft 1991 in der Volksrepublik China teil, schied dort aber im Viertelfinale gegen den späteren Weltmeister USA aus. Sie ist neben Australien und Neuseeland eine von drei Mannschaften, die sowohl Asien- als auch Ozeanienmeister wurde.
Die höchste Spielklasse im Männer-Fußball ist die National Urban League (zuvor Enterprise Football League bzw. offiziell National First Division Football League) und wird von den beiden Teams Leopard Cat FC (ehemals Tatung FC) aus Taipeh und Taiwan Power Company FC aus Fengshan dominiert.
Es gibt zudem viele Amateur-Fußballvereine bestehend aus Immigranten, die jedoch ihre eigenen Wettkämpfe untereinander haben. Ein Beispiel sind die Kaohsiung 100 Pacers FC in Kaohsiung.

#### Marathon
Marathons werden jährlich in verschiedenen Orten Taiwans ausgetragen. Viele Teilnehmer kommen von überall auf der Welt, um an diesen Läufen teilzunehmen. Die bekanntesten sind der Taipei Expressway Marathon im März und der Taipei International Marathon im Dezember.

#### Tennis
In den vergangenen Jahren erreichten die taiwanischen Tennisspieler und -spielerinnen gute Ergebnisse in internationalen Rankings. Lu Yen-hsun und Wang Yeu-tzuoo zählten zeitweise zu den Top 100. Lus höchster Rang war bisher der 33. Platz im November 2010 und Wangs war der 85. Platz im März 2006. Beide setzten Rekorde in der Tennisgeschichte der Insel. Bei den Frauen der neuen Generationen sind Chan Yung-jan, Chuang Chia-jung und Hsieh Su-wei zu nennen, in den 1990er-Jahren war Wang Shi-ting eine bekannte Spielerin, die 1993 auf Platz 26 der Weltrangliste stand.

#### Rugby
Rugby Union wird ebenfalls in der Republik China gespielt. Der taiwanischen Nationalmannschaft gelang jedoch noch nicht die Qualifikation für eine Rugby-Union-Weltmeisterschaft. Die Nationalmannschaft nimmt an der Rugby-Union-Asienmeisterschaft teil, wo man gegen andere aufstrebende Nationalmannschaften antritt. Dort klassierte man sich bisher dreimal auf den dritten Platz.

#### Inklusion
Special Olympics Chinese Taipei wurde 1992 gegründet und nahm mehrmals an Special Olympics Weltspielen teil.

## Tourismus
Im Zuge des wirtschaftlichen Aufschwungs wurde es immer größeren Teilen der taiwanischen Bevölkerung möglich, Reisen sowohl im Inland als auch ins Ausland zu unternehmen. Besuche ausländischer Touristen spielten hingegen eine eher untergeordnete Rolle für die Tourismusbranche, wobei die meisten Besucher jahrzehntelang aus Japan kamen. Diese Situation änderte sich schlagartig mit der Öffnung touristischer Reiseziele Taiwans für Besucher aus der Volksrepublik China ab dem Jahr 2008. Seither verzeichnet die Branche rapide Wachstumszahlen, die fast ausschließlich auf den Besucherstrom aus der Volksrepublik China zurückzuführen sind. Im Jahr 2013 wurde im Bereich Tourismus ein Rekordumsatz von 12,32 Milliarden US-Dollar verzeichnet. Die touristischen Attraktionen der Insel sind über das ausgebaute Autobahn- und Schnellstraßennetz leicht erreichbar.
Taiwans größtes Campinggebiet wurde Ende 1991 im Nationalen Landschaftsschutzgebiet der Nordostküste, dort, wo der Shuangxi-Fluss ins Meer mündet, eröffnet. Im Longmen-Park entlang des Flussufers kann man unter anderem Wassersport treiben, Rad fahren und zelten.

### Ureinwohner-Kultur
Seit Ende des 20. Jahrhunderts wurde auch die Kultur der Ureinwohner als touristische Attraktion entdeckt. So ist es zum Beispiel im nordtaiwanischen Wulai möglich, die überlieferten Tänze und Feste des Atayal-Stammes zu erleben und den Anblick des Wasserfalls zu genießen, der in Kaskaden durch die üppige Vegetation zu Tal schäumt.

### Steinzeitfunde im Dorf Beinan
Im heutigen Stadtteil Beinan von Taitung bargen Arbeiter 1980 mehrere Sarkophage aus der Erde. Dieser Fund war der Anfang eines acht Jahre währenden Projekts, das zum Erhalt der Beinan-Kultur beitragen sollte. Die Beinan waren ein Volk von Bauern und Jägern, die dort vor mehr als 5.000 Jahren lebten.
Die Töpferwaren, steinernen Utensilien, Jadegegenstände, Särge und Skelette, die an der Ausgrabungsstätte gefunden wurden, werden heute im Kulturzentrum des Landkreises Taitung aufbewahrt. Das Nationalmuseum für prähistorische Kultur Taiwans stellt in einem Freilichtmuseum größere und in einem Innenbereich kleinere Stücke aus.

### Heiße Quellen
Jahrhundertelang kamen betagte Ureinwohner im Winter in das Tal am Unterlauf des Zhiben nahe Taitung im südlichen Teil der Ostküste, um in den Sand am Flussufer flache Löcher zu graben, die sich alsbald mit heißem Wasser füllten, das dort aus der Erde sprudelt. Die alten Leute legten sich dann in diese improvisierten Badewannen, um Schmerzen zu lindern.
Chinesische Einwanderer entdeckten bereits vor langer Zeit die Vorzüge des Tals, welches heute ringsum von Papaya-, Bananen- und Betelnussplantagen umgeben ist, und erschlossen das Erholungsgebiet der Thermalquellen von Zhiben. Sehenswürdigkeiten sind der „Weißjade-Wasserfall“ und der Chingchueh-Tempel, in dem ein Bronze- und ein Jadebuddha zu sehen sind.
Daneben gibt es in fast allen Gebirgsregionen Taiwans weitere heiße Quellen, unter anderem im Yangmingshan-Nationalpark und in der Tarokoschlucht.

### Nationalparks
Erst als die Bevölkerungsdichte auf Taiwan bereits sehr hoch war, begann die Regierung mit der Einrichtung von Nationalparks. Das Nationalparkprogramm begann 1984, als an der Südspitze der Insel der Kenting-Nationalpark gegründet wurde. 1985 und 1986 folgten die Nationalparks Yushan in Zentraltaiwan, Yangmingshan im Norden und Taroko im Osten der Insel. 1992 kam dann in Nordmitteltaiwan der Shei-Pa-Nationalpark hinzu und 1995 der Kinmen-Nationalpark. Heute stehen 8,4 % der Landfläche unter Naturschutz.

#### Kenting-Nationalpark
Der Kenting-Nationalpark bedeckt die Südspitze Taiwans und damit auch den einzigen tropischen Küstenstreifen der Insel. An drei Seiten ist der Park von Wasser umgeben: Im Osten vom Pazifik, im Süden vom Bashikanal (Luzonstraße) und im Westen von der Taiwanstraße. Die Fläche des Parks umfasst über 177 km² Land und 149 km² Ozean. Besonders bekannt ist der Kenting-Nationalpark für seine Korallenriffe, natürlichen Monsunwälder und tropischen Regenwälder.

#### Yangmingshan-Nationalpark
Die vielen heißen Quellen am Berg Yangming belegen Taiwans vulkanischen Ursprung und sind Teil des Yangmingshan-Nationalparks nördlich der Hauptstadt Taipei. Von Februar bis April blühen hier Azaleen und Kirschblüten. Während dieser Zeit ist der Park ein beliebtes Ausflugsziel. Bereichert wird das Farbenspiel durch die zahlreichen Vogel- und Schmetterlingsarten.

#### Taroko-Nationalpark
Die tief eingeschnittene Taroko-Schlucht, die Hauptattraktion des gleichnamigen Nationalparks ist, entstand durch einen Fluss, der sich durch die Kalk- und Granitberge hindurchgearbeitet hat. Eine in den Fels gehauene Straße schlängelt sich durch mehrere hundert Meter hohe, steil aufragende bewaldete Berge, während viele Meter weiter unten der Fluss an Kalkfelsen vorbeifließt. Hier und da klammern sich Pavillons, Pagoden oder Tempel an die in Nebel gehüllten Berghänge, an anderen Stellen schießen Wasserfälle aus Gesteinsspalten heraus und stürzen steile Felswände hinab.

#### Shei-Pa-Nationalpark
Im Südosten der Stadt Hsinchu erheben sich im zentralen Bergmassiv zwei mächtige Gipfel, der Xueshan und der Dabajianshan. Sie sind das Herz des Shei-Pa-Nationalparks. Der größte Teil des Parks ist nicht bebaut. Die Bergflüsse sind sauber und große Flächen sind vom Urwald bedeckt. Wie der Yushan-Nationalpark und der Taroko-Nationalpark dient auch Shei-Pa Taiwans vierbeinigen Säugetieren und zweibeinigen Rucksackträgern als Zufluchtsort.

#### Kinmen-Nationalpark
Der 1995 eingerichtete Kinmen-Nationalpark nimmt ein knappes Viertel der Fläche des Kinmen-Archipels ein. Bemerkenswert ist der Park vor allem aufgrund seiner reichen Vogelwelt.

### Museen
Auf Taiwan gibt es mehr als 400 Museen, vom weltweit bekannten „Nationalen Palastmuseum“ bis hin zu kleinen Lokalmuseen. Die Schwerpunkte der Museen umfassen u. a. bildende Kunst, moderne und zeitgenössische Kunst, Geschichte, Archäologie, Anthropologie, Naturwissenschaften, Technik, Kunsthandwerk, Industrie, Gedenkhallen, Theater, Literatur und Musik.
Die meisten Museen sind in Taipeh, Taichung und Kaohsiung angesiedelt, doch wurden mittlerweile auch in anderen Städten oder Landkreisen Museen eröffnet. Die Aufgabe der Einrichtung und Unterhaltung öffentlicher Museen liegen beim Ministerium für Kultur oder bei den jeweiligen lokalen Behörden.

#### Das Nationale Palastmuseum
Taipeis faszinierendes Nationales Palastmuseum beherbergt die weltweit größte Sammlung chinesischer Kunstwerke von unschätzbarem Wert, die die 5.000-jährige Geschichte Chinas umspannt. Die meisten der 620.000 Objekte waren Teil der kaiserlichen Sammlung, mit der in der frühen Song-Zeit vor über 1.000 Jahren begonnen wurde. Nur die besten Stücke aus der kaiserlichen Sammlung werden hier bewahrt. Selbst so ist dieser Schatz noch bei weitem zu umfangreich, um auf einmal ausgestellt werden zu können. Viele der besonders geschätzten Stücke werden permanent gezeigt. Der Großteil der Sammlung von Jade, Porzellanwaren, Gemälden und Bronzen wird jedoch regelmäßig ausgetauscht.
Es ist das einzige Museum Taiwans, dessen Direktor durch den Premierminister ernannt wird und das damit direkt der Zentralregierung untersteht.

#### Das Nationale Geschichtsmuseum
Das Nationale Geschichtsmuseum, an einer Ecke des Botanischen Gartens von Taipeh gelegen, verfügt über eine einmalige Sammlung historischer Exponate.

#### Museum für moderne Kunst
In den 24 Ausstellungsräumen des Museums für moderne Kunst werden Werke der modernen Kunst vorgestellt. Eine Reihe privater Galerien, von denen viele im Taipeier Stadtviertel Dinghao dicht beieinander liegen, sind auf die unterschiedlichsten Malereien im chinesischen und westlichen Stil spezialisiert.

#### Nationales Kunstmuseum
Das National Taiwan Museum of Fine Arts in Taichung gehört zu den größten Kunstmuseen Asiens und widmet sich vor allem zeitgenössischer taiwanischer Kunst mit Schwerpunkt auf digitalen Formaten.

#### Chronologie
Quelle: „Museums of Taiwan“ des Kulturministeriums der Republik China
1915: Eröffnung des Nationalen Geschichtsmuseums, des ersten Museums auf Taiwan, durch die japanische Kolonialregierung.
1953: Das „Gesetz für gesellschaftliche Erziehung“ (2015 aufgehoben) definiert Museen als gesellschaftliche Bildungseinrichtungen und unterstellt sie dem Erziehungsministerium.
1965: Eröffnung des Nationalen Palastmuseums.
1983: Eröffnung des Städtischen Kunstmuseums Taipeh, des ersten taiwanischen Museums, das sich umfassend junger, moderner Kunst der Insel widmet.
1990: Gründung der „Chinese Association of Museums“ (Chinesischer Museumsverein) mit Verbindungen zu nationalen und internationalen Museen.
1994: Eröffnung des „Shung-Ye-Museums“, initiiert durch die gleichnamige taiwanische Ureinwohner-Stiftung.
2002: Das Kulturministerium verabschiedet den „Local Cultural Centre Development Plan“ (Entwicklungsplan für lokale Kulturzentren), der kleine Museen weiter fördern soll.

## Persönlichkeiten
- Regisseure: Ang Lee, Hou Hsiao-Hsien, Edward Yang
- Schauspieler: Shu Qi, Brigitte Lin, Baron Chen, Chang Chen
- Musiker: Wang Leehom, Vivian Hsu, Jay Chou, Freddy Lim, Eddy Chen, Brett Yang
- Chemie-Nobelpreisträger: Yuan T. Lee
- Literatur: Kenneth Hsien-yung Pai, Lung Ying-tai
- Unternehmer: Morris Chang
- Choreograph: Lin Hwai-min